# 1954
1954 (MCMLIV) byl rok, který dle gregoriánského kalendáře započal pátkem.

## Události

### Československo
- zahájeno vysílání rozhlasu po drátě
- 1. ledna – Založení Českého hydrometeorologického ústavu.
- 26.–28. ledna – Před Nejvyšším soudem v Praze proběhl proces s krajskými tajemníky. Na doživotí byla odsouzena Marie Švermová, která byla rehabilitována až v roce 1968.
- 28. dubna – Zahájení civilního provozu na Letišti Brno-Tuřany.
- 11.–15. června – Probíhal X. sjezd KSČ.
- 6.–10. července – Proběhly povodně na šumavských řekách, hlavně Vltavě a Otavě.
- 20. září – Vytvořen první program v programovacím jazyku Fortran.
- 28. listopadu – proběhly volby do Národního shromáždění a do Slovenské národní rady.
- Byla spuštěna uhelná elektrárna Hodonín, plného výkonu dosáhla o 4 roky později v roce 1958.

### Svět
- 21. ledna – Na vodu byla spuštěna americká jaderná ponorka USS Nautilus. Pokřtila ji první dáma Mamie Eisenhowerová.
- 25. února – Egyptským předsedou vlády byl zvolen Gamál Násir.
- 1. března
  - Na atolu Bikini na Marshallových ostrovech provedly Spojené státy americké doposud nejsilnější testu termonukleární zbraně pod krycím názvem   Castle Bravo.
  - Skupina portorických nacionalistů střílela na členy Kongresu v Kapitolu Spojených států amerických. Pět kongresmanů bylo zraněno, ale nikdo nezemřel.
- 13. března – Založení sovětské tajné služby KGB.
- 30. března – Spuštění provozu Torontského metra.
- 28. dubna – 21. července – Ženevská konference ministrů zahraniční SSSR, USA, Velké Británie, Francie a ČLR jednala o korejské a indočínské otázce. Bylo dohodnuto zastavení bojů v Indočíně.
- 1. května – Son-mjong Mun založil v Jižní Koreji Církev sjednocení.
- 7. května – Skončila Bitva u Dien Bien Phu a tím de facto i koloniální válka ve Vietnamu. Vietnamská vojska pod vedením generála Vo Nguyen Giapa porazila francouzskou armádu.
- 15. května – Vznik Latinské unie.
- 29.–30. května – V Nizozemsku došlo k prvnímu setkání skupiny Bilderberg.
- 15. června – Založení Unie evropských fotbalových asociací (UEFA).
- 18.–27. června – Guatemalský státní převrat: Prezident Jacobo Árbenz Guzmán byl svržen ozbrojenou intevencí, zorganizovanou americkou CIA.
- 27. června – U Moskvy spuštěna první atomová elektrárna, dodávající elektrický proud k průmyslovým účelům.
- 31. července – Italští horolezci Lino Lacedelli a Achille Compagnoni stanuli jako první lidé na vrcholu druhé nejvyšší hory světa K2.
- 24. srpna – Brazilský prezident Getúlio Vargas spáchal sebevraždu.
- 8. září – Založení Organizace jihoasijské smlouvy (SEATO).
- 14. září – Rusko uskutečnilo první pokusný jaderný výbuch, provedený na živých lidech – tajné vojenské akci velel sovětský maršál Georg Konstatinovič Žukov.
- 29. září – Poprvé vzlétl americký stíhací letoun F-101 Voodoo.
- 23. října –  Z výsledků londýnské konference byla podepsána Pařížská dohoda, která znamenala konec poválečné okupace Západního Německa
- 1. listopadu – Vypuknutí Alžírské války za nezávislost na Francii.
- 14. listopadu – Egyptský prezident Muhammad Nadžíb odstoupil z funkce. Nahradil ho ministerský předseda Gamál Násir.
- 4. prosince – Ve floridském Miami byla otevřena první restaurace Burger King.
- 15. prosince – Kolonie Nizozemské Antily byly povýšeny na plnohodnotnou autonomní zemi v rámci Nizozemského království.
- 24. prosince – Laos vyhlásil nezávislost na Francii.
- V USA se začala prodávat první tranzistorová rádia.
- V USA vzniklo sportovní sdružení univerzit – Ivy League.
- Stažení britských vojenských jednotek z Egypta.

## Vědy a umění
- 3. listopadu – Uvedení filmu Godzilla v Japonsku.
- První atomová elektrárna na světě byla uvedena do provozu v Obninsku u Moskvy v SSSR
- V laboratořích firmy Bell v USA byla uskutečněna první přímá přeměna sluneční energie v elektrickou

## Nobelova cena
- Nobelova cena za fyziku – Max Born za zásadní výzkum v kvantové mechanice, zejména za statistickou interpretaci vlnové funkce, Walther Bothe za vynález koincidenční metody a s ní vytvořené objevy
- Nobelova cena za chemii – Linus Carl Pauling za výzkum podstaty chemické vazby
- Nobelova cena za fyziologii a lékařství – John Franklin Enders, Thomas Huckle Weller, Frederick Chapman Robbins za objev schopnosti množení poliomyelitidového viru v kulturách různých typů tkání
- Nobelova cena za literaturu – Ernest Hemingway USA
- Nobelova cena za mír – Úřad Vysokého komisaře OSN pro uprchlíky (UNHCR), Ženeva, Švýcarsko

## Narození

### Česko

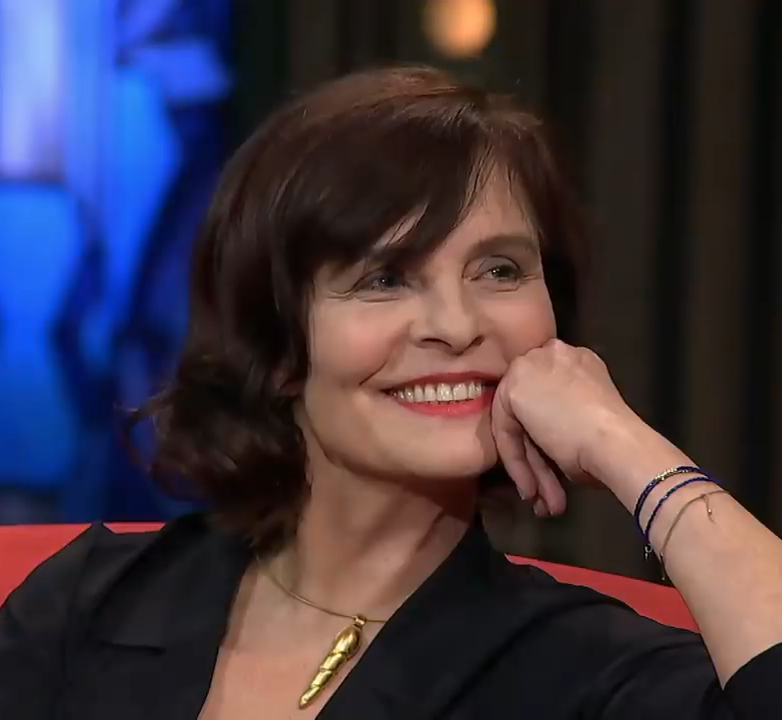
Jana Krausová (* 25. ledna)

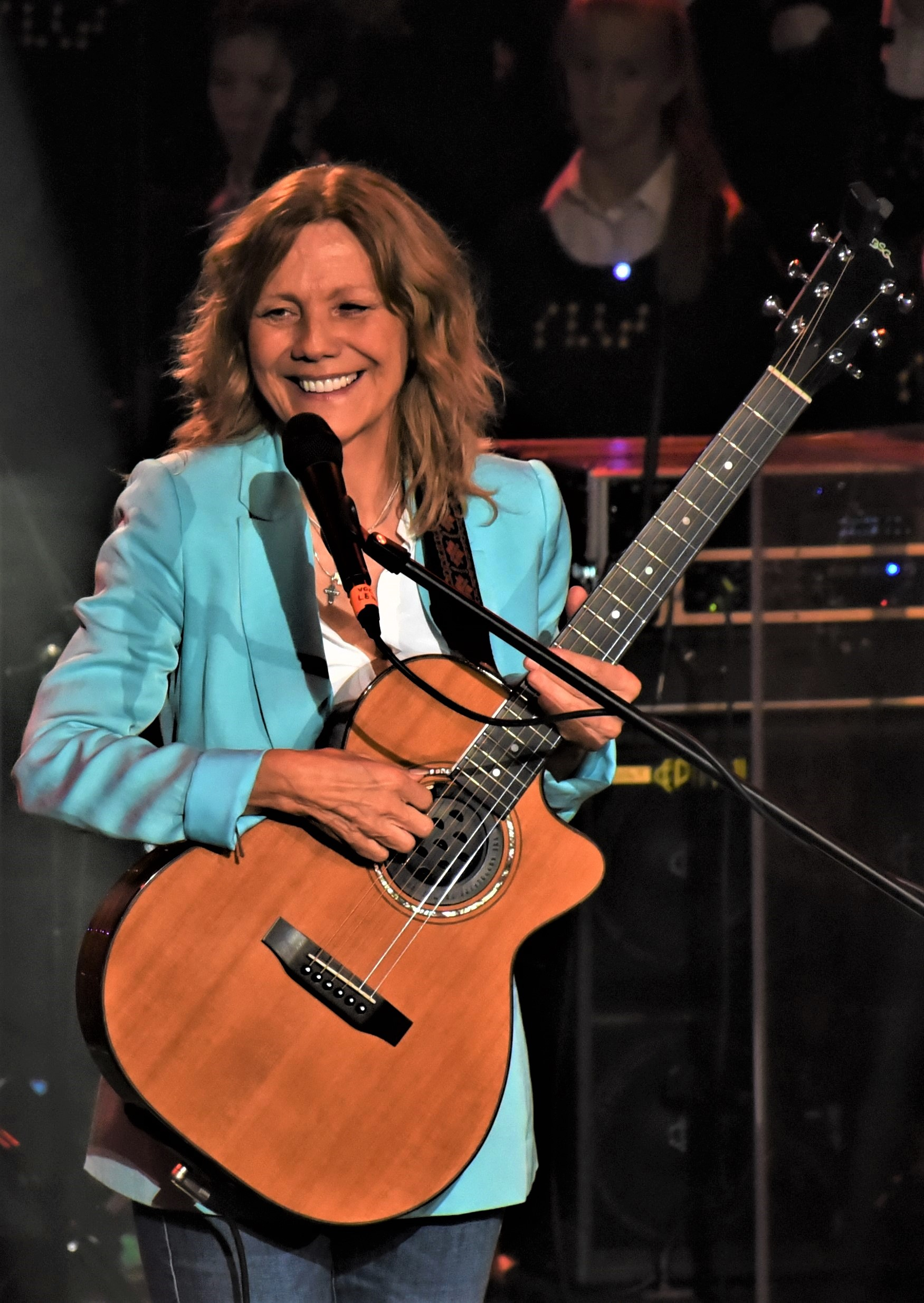
Lenka Filipová (* 14. února)

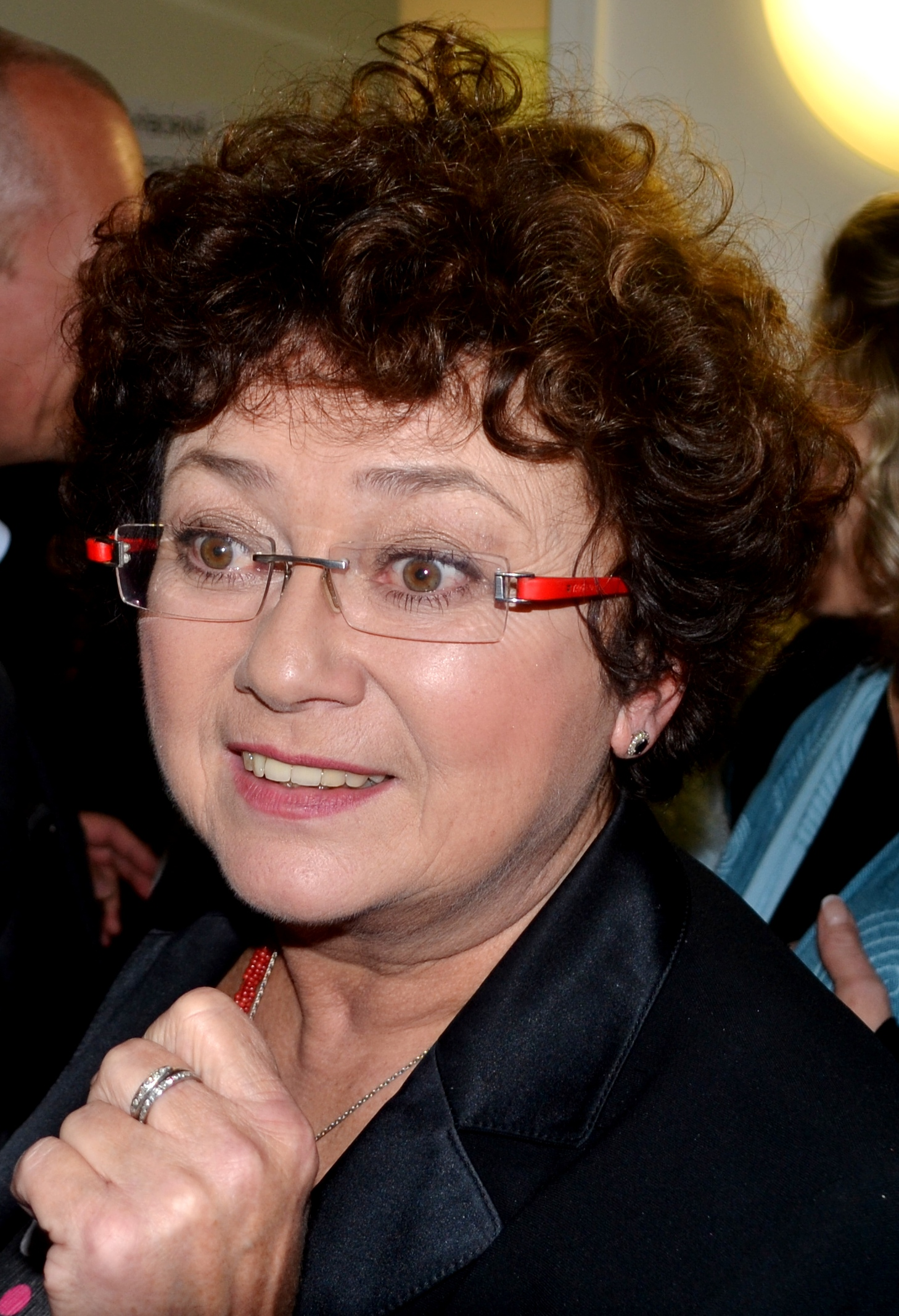
Jana Boušková (* 8. května)

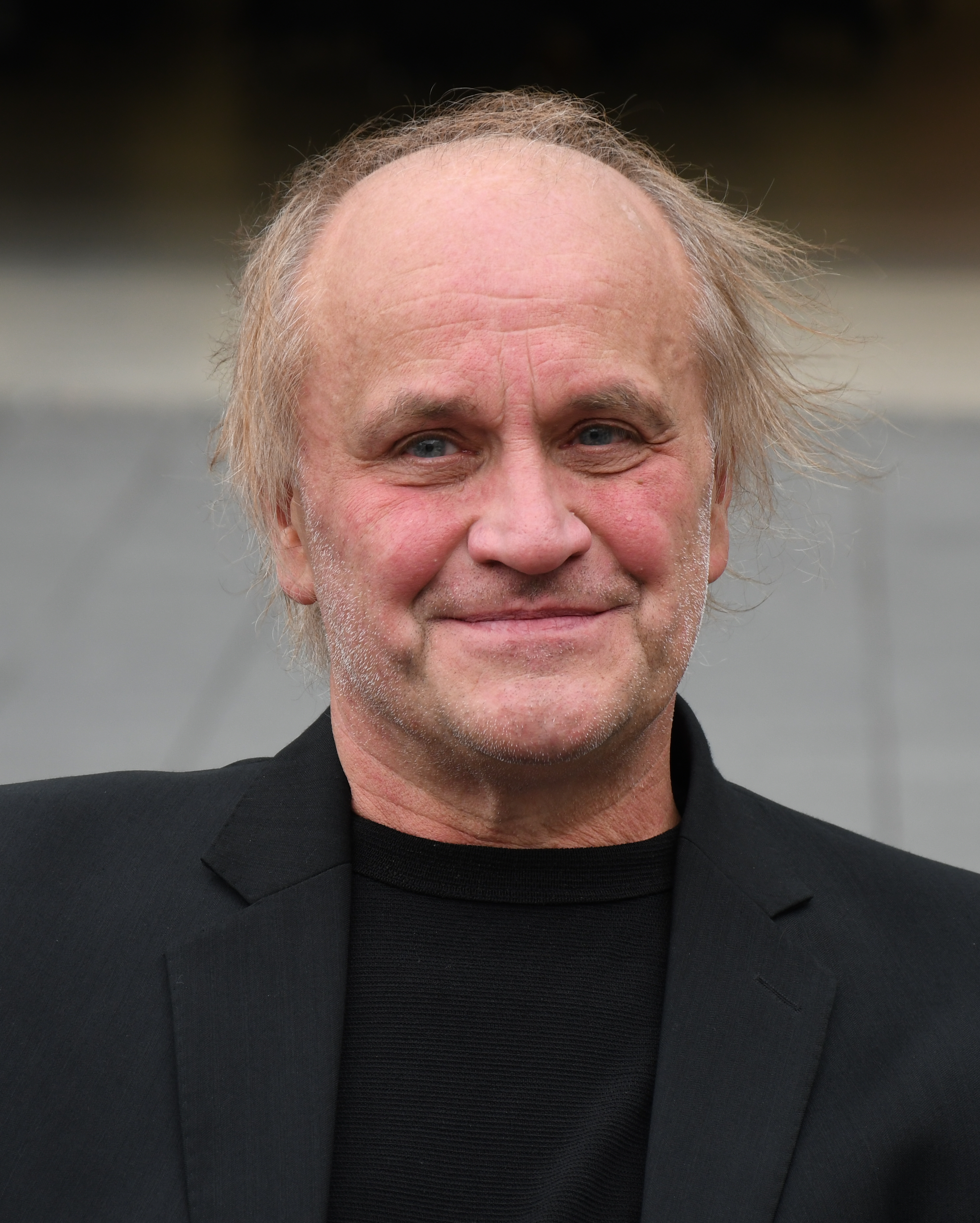
Michael Kocáb (* 28. července)

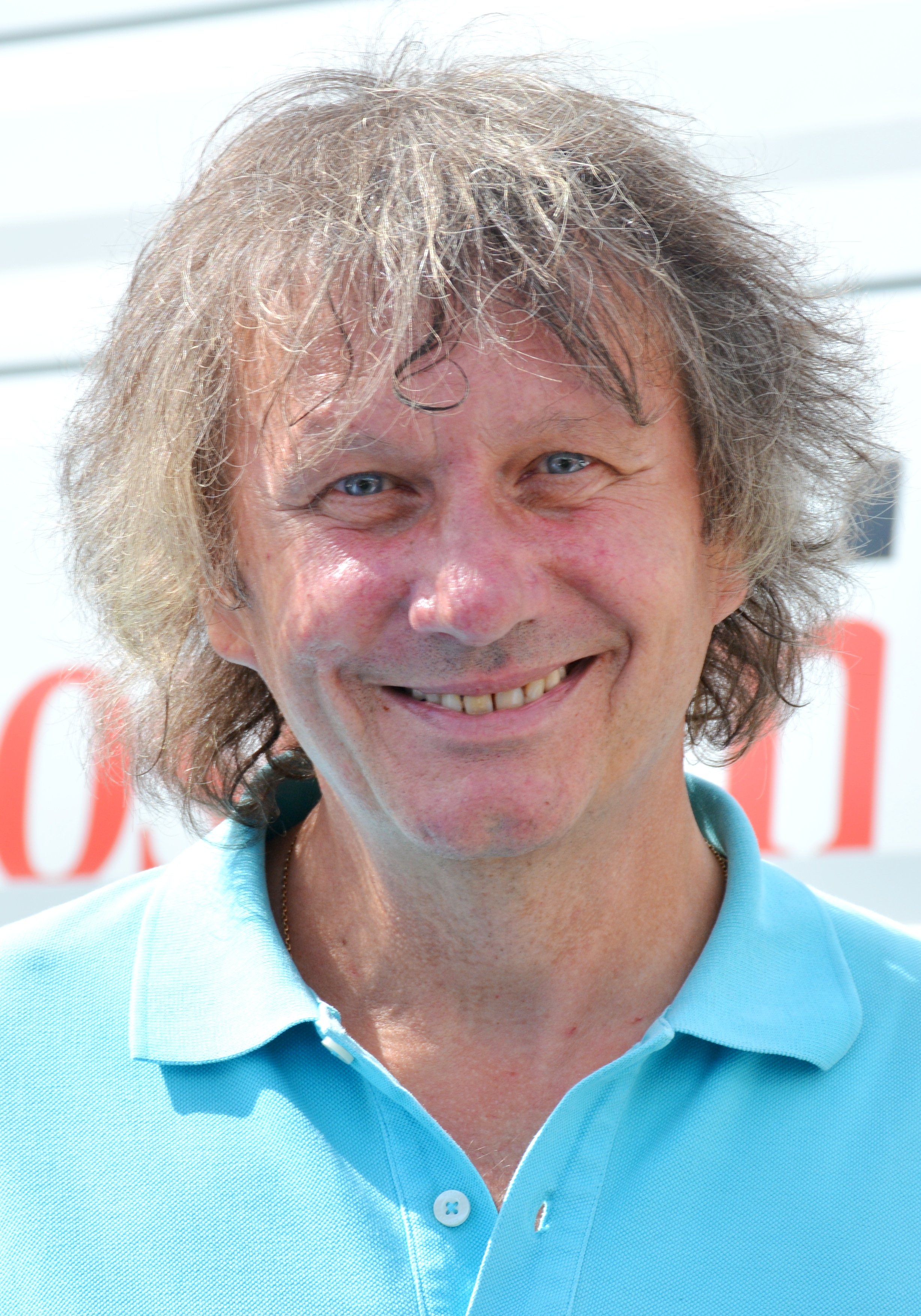
Stanislav Hložek (* 16. září)

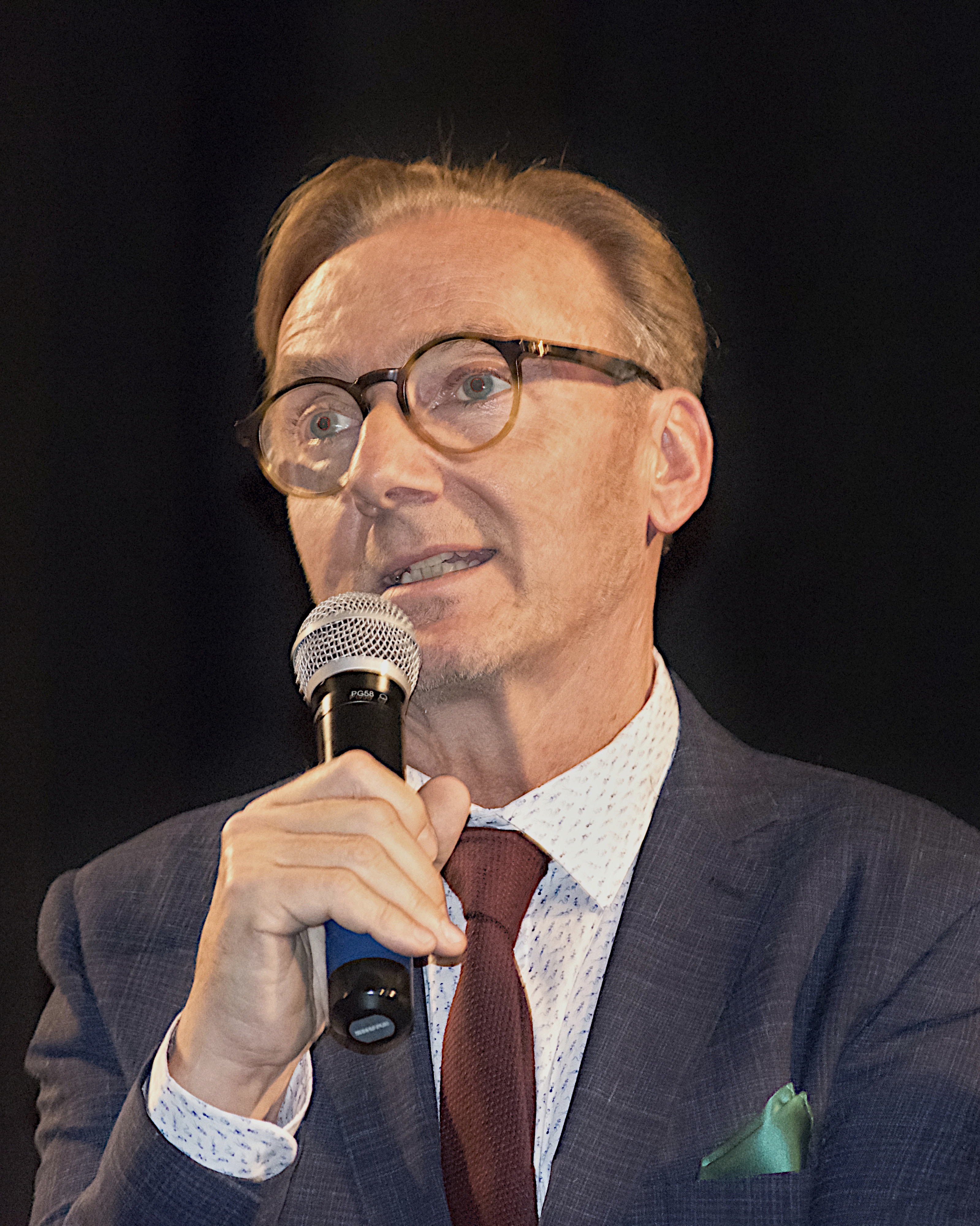
Ondřej Havelka (* 10. října)

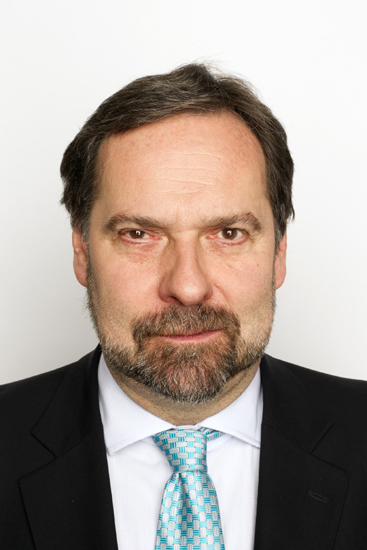
Radek John (* 6. prosince)

- 3. ledna – Miroslav Janek, režisér, kameraman a střihač
- 5. ledna – Vítězslav Ďuriš, československý hokejista
- 12. ledna – Michael Bielický, fotograf, multimediální umělec a pedagog
- 17. ledna – Jiří Oberfalzer, politik, senátor
- 18. ledna
  - Josef Tomeš, historik
  - Hana Kantorová, politička
- 23. ledna – Michal Ambrož, rockový zpěvák, kytarista, skladatel a textař († 31. října 2022)
- 25. ledna – Jana Krausová, herečka a výtvarnice
- 26. ledna – Miroslava Křivánková, zpěvačka a skladatelka
- 27. ledna
  - Dáša Vokatá, písničkářka
  - Ondřej Fibich, básník a prozaik
- 5. února – Daniel Dvořák, scénograf, architekt
- 6. února – Zdeněk Pecka, veslař, olympionik, dvě bronzové medaile na OH († 30. ledna 2024)
- 9. února – Vladimír Liščák, sinolog
- 10. února – Jiří Pešek, historik
- 14. února – Lenka Filipová, zpěvačka, šansoniérka, kytaristka, hudební skladatelka
- 16. února – Hana Marie Körnerová, spisovatelka
- 18. února – Aleš Kuneš, fotograf a vysokoškolský pedagog
- 21. února – Antonín Braný, fotograf a vysokoškolský pedagog († 11. října 2010)
- 28. února – Vítek Čapek, výtvarník, historik umění a kurátor († 14. ledna 1988)
- 2. března
  - Zdeněk Lukeš, architekt, historik architektury
  - Vladimír Petkevič, jazykovědec
- 3. března – Jaroslav Netolička, fotbalový brankář
- 4. března – Steve Lichtag, režisér, cestovatel a spisovatel
- 8. března – Jan Padych, spisovatel
- 10. března – Přemysl Rut, klavírista, zpěvák, divadelní režisér, herec, spisovatel
- 18. březen – Milena Holcová, spisovatelka, scenáristka, cestovatelka a právnička
- 20. března – Josef Dolista, kněz, teolog a filosof
- 29. března – Petr Widimský, lékař, kardiolog
- 31. března
  - Blanka Paulů, běžkyně na lyžích, stříbrná na OH 1984
  - Jiří Siostrzonek, slezský sociolog, fotograf a kulturní pracovník
- 1. dubna – Vlastimil Šik, malíř a výtvarný pedagog († 2. července 2009)
- 7. dubna – Jackie Chan, čínský herec a mistr bojového umění
- 8. dubna – Filip Zdeněk Lobkowicz, opat tepelského kláštera
- 9. dubna – Ilona Voštová-Motlíková, československá stolní tenistka
- 14. dubna – Jan Březina, geolog a politik
- 15. dubna – Alena Gajdůšková, 1. místopředsedkyně Senátu Parlamentu České republiky
- 16. dubna – Jan Malý, fotograf († 5. dubna 2017)
- 17. dubna – Jitka Seitlová, politička, zástupkyně Veřejného ochránce práv
- 23. dubna
  - Martin Holcát, ministr zdravotnictví ČR
  - Karel Pavelka, revmatolog
- 27. dubna – Ivan Lutterer, fotograf († 11. listopadu 2001)
- 28. dubna – Antonín Smrčka, baskytarista, zpěvák a hudební skladatel
- 30. dubna – Silvestra Chnápková, signatářka Charty 77
- 1. května – Leopold Sulovský, horolezec a politik
- 2. května
  - Barbora Kyšková, malířka, ilustrátorka a grafička
  - Evžen Snítilý, politik
- 3. května – Jiří Smrž, folkový písničkář a básník
- 5. května
  - Vladimír Birgus, fotograf, historik fotografie
  - Jaroslav Bureš, ministr spravedlnosti ČR
- 8. května
  - Jana Boušková, herečka
  - Miloš Černoušek, herec
- 9. května – Lubomír Martínek, prozaik, esejista a překladatel
- 10. května – Ivan Hlas, písničkář a hudebník
- 12. května – Václav Trojan, psycholog a politik
- 13. května
  - Karel Cieślar, architekt
  - Vladimír Sládeček, soudce Ústavního soudu České republiky
- 14. května – Milan Kindl, právník a spisovatel, děkan Právnické fakulty Západočeské univerzity v Plzni
- 22. května – Věra Bílá, zpěvačka a hudebnice romské národnosti († 12. března 2019)
- 23. května – František Řezníček, fotograf († 1. července 2007)
- 25. května – Jaroslav Petr, grafik, ilustrátor, heraldik a vexilolog († 19. května 2023)
- 30. května – Pavel Šrom, herec
- 2. června
  - Dana Picková, historička
  - Zdeněk Šreiner, fotbalista († 28. listopadu 2017)
- 3. června – Jiří Georg Dokoupil, výtvarník
- 9. června – Alena Činčerová, režisérka krátkých filmů
- 12. června – Jana Galinová, herečka
- 15. června
  - Pavel Mokrý, bývalý předseda Českomoravského fotbalového svazu (ČMFS)
  - Zdeňka Šilhavá, atletka, diskařka a koulařka
- 17. června – Vladimír Obr, malíř, fotograf, multimediální umělec a filozof
- 21. června
  - Daniel Fikejz, hudební skladatel, hráč na klávesové nástroje, textař, zpěvák
  - Jan Rejžek, hudební a filmový kritik a básník
- 22. června – Václav Fischer, podnikatel a politik českého původu
- 25. června – Ludvík Belcredi, archeolog, příslušník rodu Belcredi
- 28. června – Jindřich Smetana, výtvarník, scénograf
- 2. července – Tomáš Novotný, architekt a vysokoškolský učitel
- 3. července – Vladimír Hirsch, hudební skladatel a instrumentalista
- 4. července – Vladimír Koza, lékař, hematoonkolog († 18. června 2012)
- 8. července – František Hanáček, malíř
  - Renée Nachtigallová, herečka
- 18. července
  - Ivo Jahelka, folkový písničkář
  - David Uhlíř, soudce Ústavního soudu České republiky
- 21. července – Petr Chalupa, kněz, biblista, starozákonní exegeta, překladatel, pedagog
- 25. července
  - Zdeněk Hruška, československý fotbalový reprezentant
  - Jindřich Pazdera, houslista a pedagog
- 28. července
  - Marie Gawrecká, historička
  - Michael Kocáb, hudební skladatel, zpěvák, politik
  - David Radok, operní režisér
  - Aleš Drvota, zpěvák († 23. prosince 1987)
- 2. srpna – Jiří Vyvadil, právník a politik
- 4. srpna – Vlastimil Zavřel, herec
- 7. srpna
  - Pavel Opočenský, sochař
  - Jan Žaloudík, politik a lékař
- 23. srpna – Stanislav Štech, profesor psychologie
- 2. září – Zdeněk Černín, režisér, pedagog a herec
- 4. září – Libor Rouček, místopředseda Evropského parlamentu
- 8. září – Vladimír T. Gottwald, herec, spisovatel, dramatik, kreslíř a publicista
- 12. září
  - Karel Kühnl, politik a diplomat
  - Miloš Škorpil, ultramaratonec
  - Jiří Jelínek, jazz-rockový kytarista († 5. října 1977)
- 15. září – Verner Lička, fotbalový hráč, trenér
- 16. září – Stanislav Hložek, zpěvák
- 21. září – Miroslav Mareček, disident a proslulý hladovkář († 7. října 2008)
- 24. září – Zdenka Tichotová, folková zpěvačka
- 26. září – Václav Křístek, filmový režisér, scenárista, textař a spisovatel
- 28. září – Otto Liška, herec, dudák, stavitel dud
- 2. října
  - Roman Skamene, herec
  - Marcel Vašinka, herec
- 8. října – Stanislav Procházka, zpěvák, kytarista a hudební skladatel († 29. srpna 2003)
- 10. října – Ondřej Havelka, režisér, herec, zpěvák a tanečník
- 13. října – Bohumír Prokůpek, fotograf († 19. listopadu 2008)
- 26. října – Zuzana Stirská, zpěvačka a herečka
- 7. listopadu – Petr Voznica, voják a diplomat
- 10. listopadu – Jaroslav Horálek, malíř, kreslíř a restaurátor († 14. prosince 1991)
- 11. listopadu – Daniela Bambasová, filmová i divadelní herečka
- 21. listopadu – Jan Zubryckyj, písničkář
- 25. listopadu – Eva Hauserová, novinářka, spisovatelka, překladatelka, feministka († 22. prosince 2023)
- 26. listopadu – Jan Rychlík, historik
- 30. listopadu – F. A. Brabec, filmový režisér a kameraman
- 5. prosince – Pavel Richter, československý hokejový útočník
- 6. prosince – Radek John, publicista, moderátor, spisovatel, scenárista a politik
- 9. prosince – Renáta Tomanová, československá profesionální tenistka
- 12. prosince – Daniel Ženatý, protestantský teolog
- 15. prosince – Zdeněk Zelenka, scenárista, dramatik a režisér
- 18. prosince – Pavel Fojtík, historik
- 19. prosince – Bedřiška Uždilová, malířka
- 20. prosince – Jaroslav Strnad, indolog
- 22. prosince – Hana Horecká, country zpěvačka, kytaristka, textařka, skladatelka
- 24. prosince – Josef Popelka, varhaník
- 26. prosince – Pavel Klinecký, teolog, farář, publicista a moderátor
- 31. prosince
  - Sylvie Bodorová, hudební skladatelka
  - Jiří Fürst, sochař

### Svět

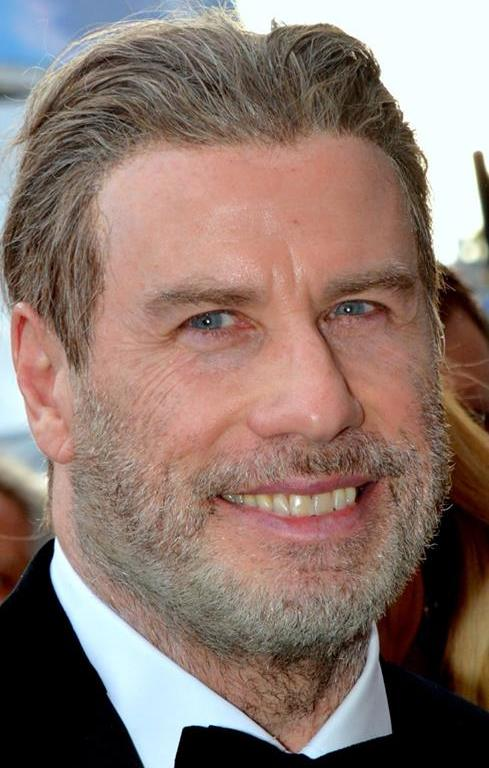
John Travolta (* 18. února)

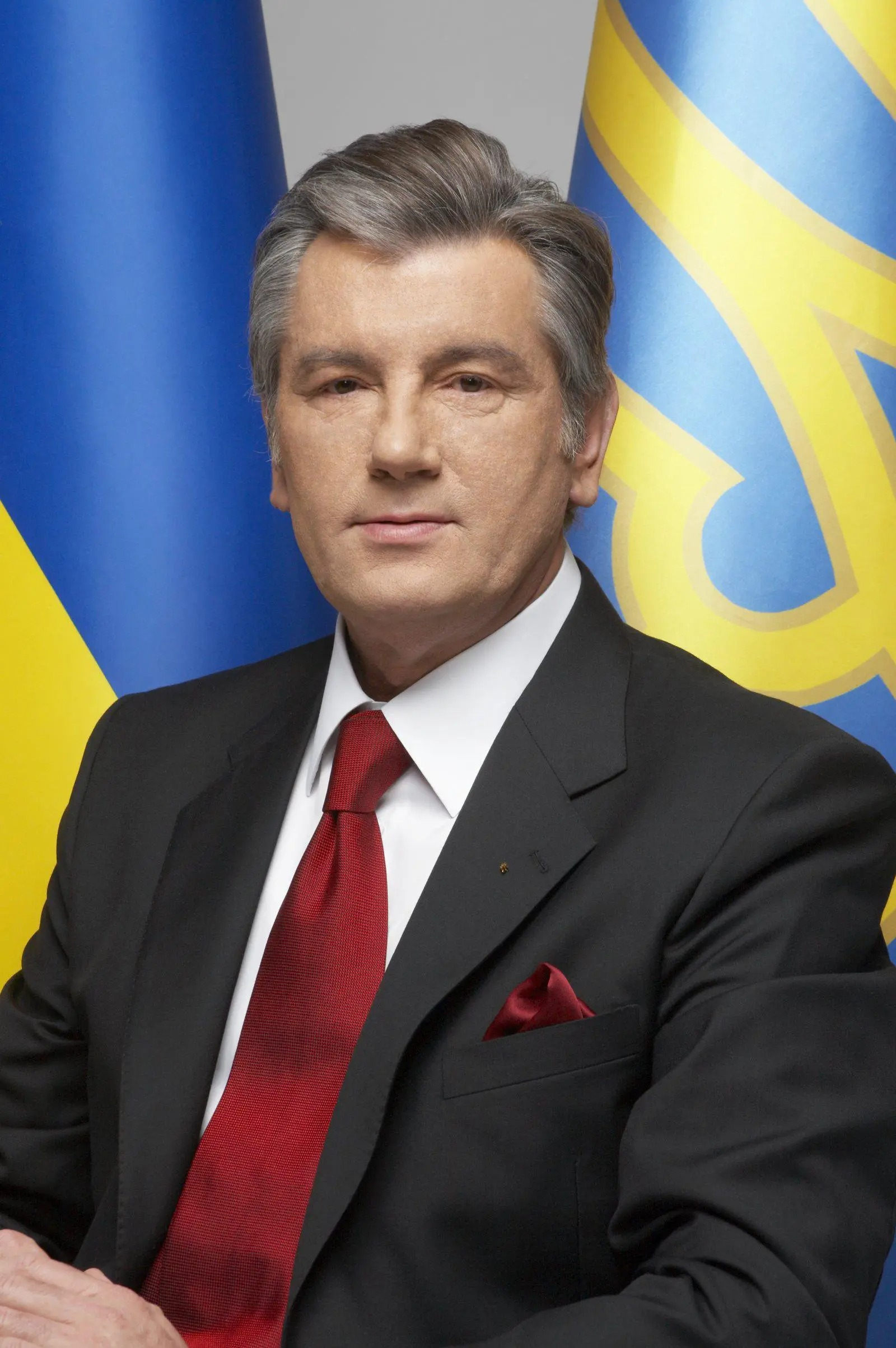
Viktor Juščenko (* 23. února)

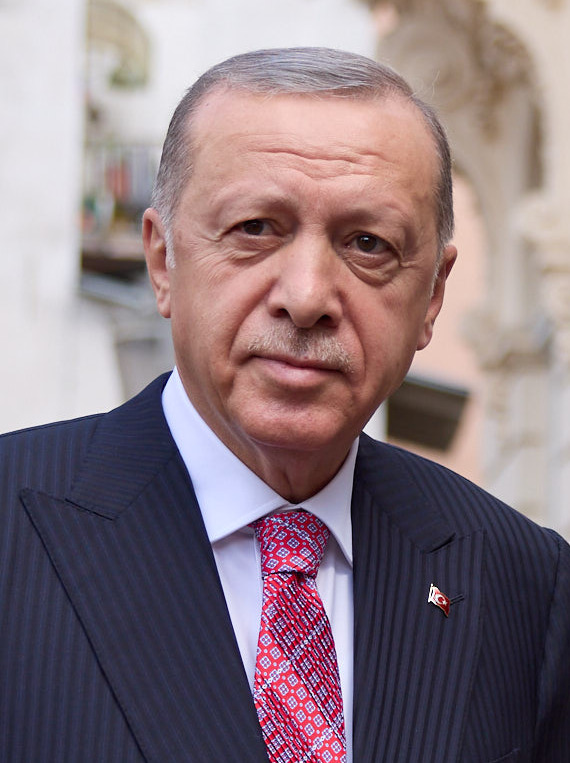
Recep Tayyip Erdoğan (* 26. února)

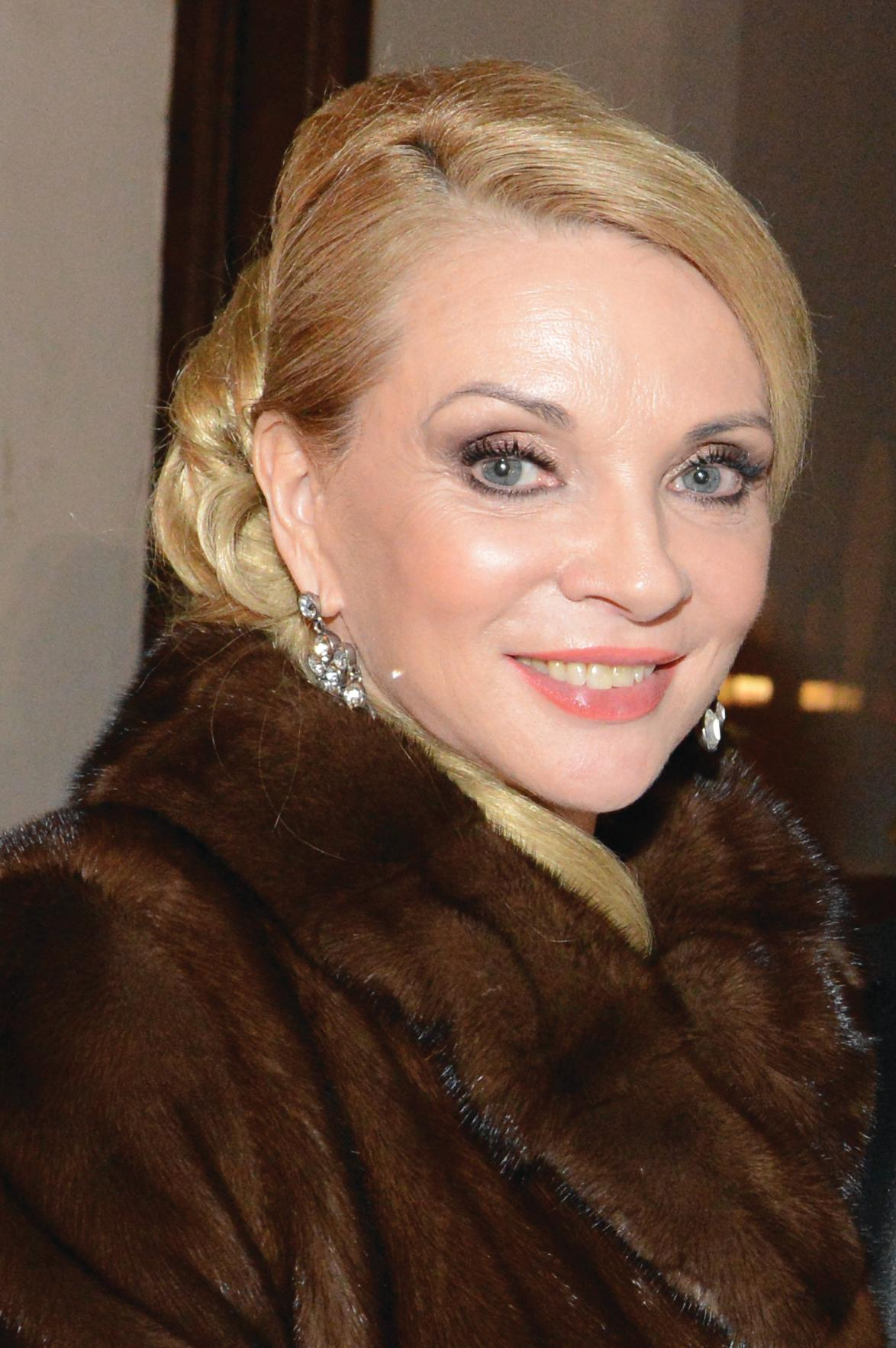
Zdena Studenková (* 19. května)

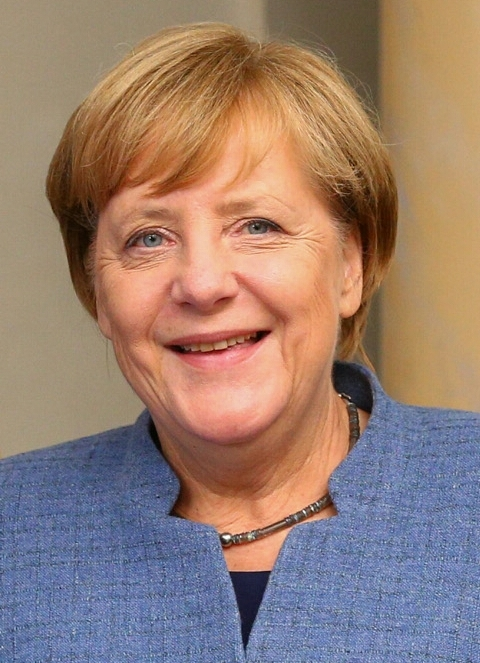
Angela Merkelová (* 17. července)

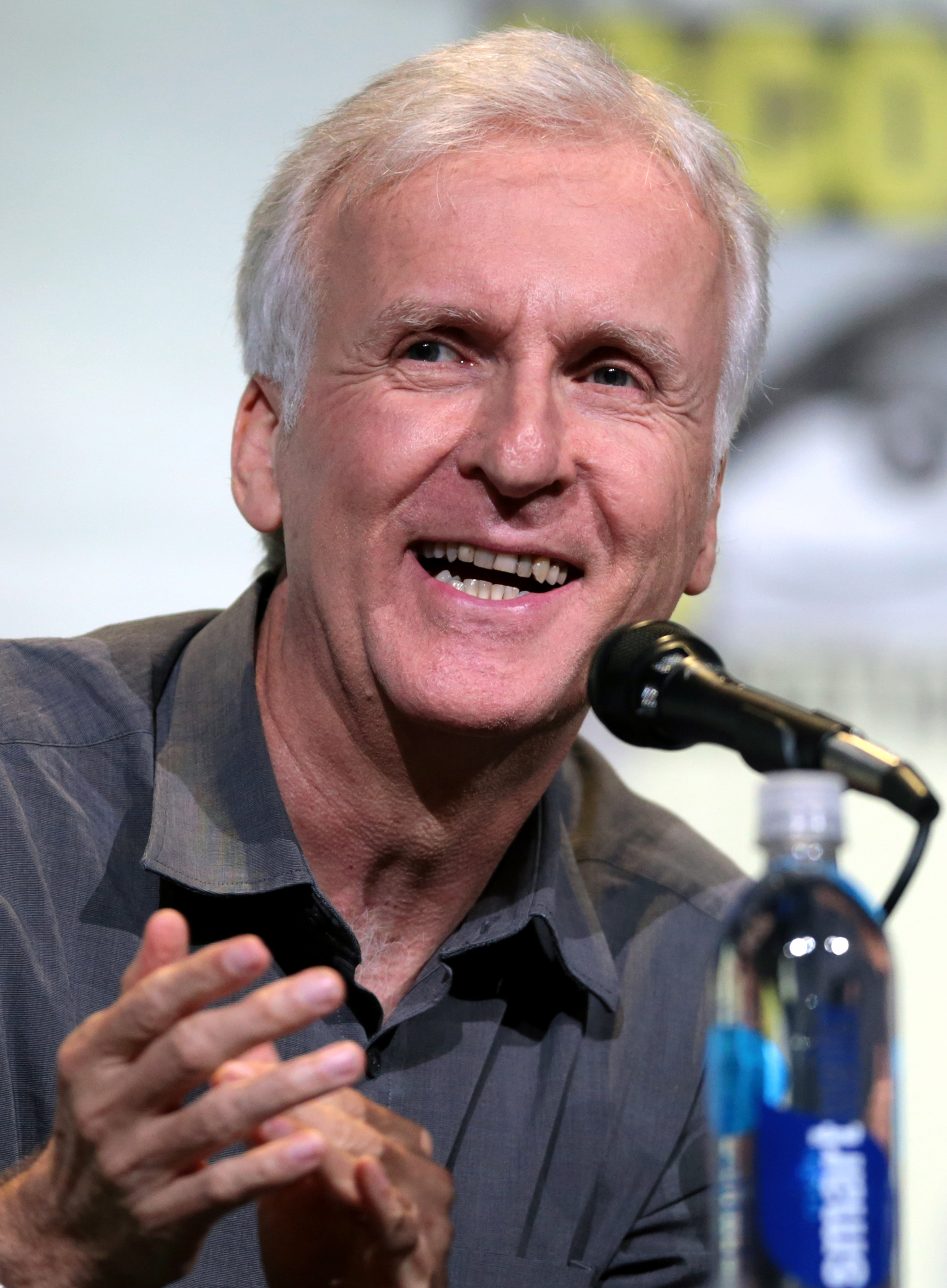
James Cameron (* 16. srpna)

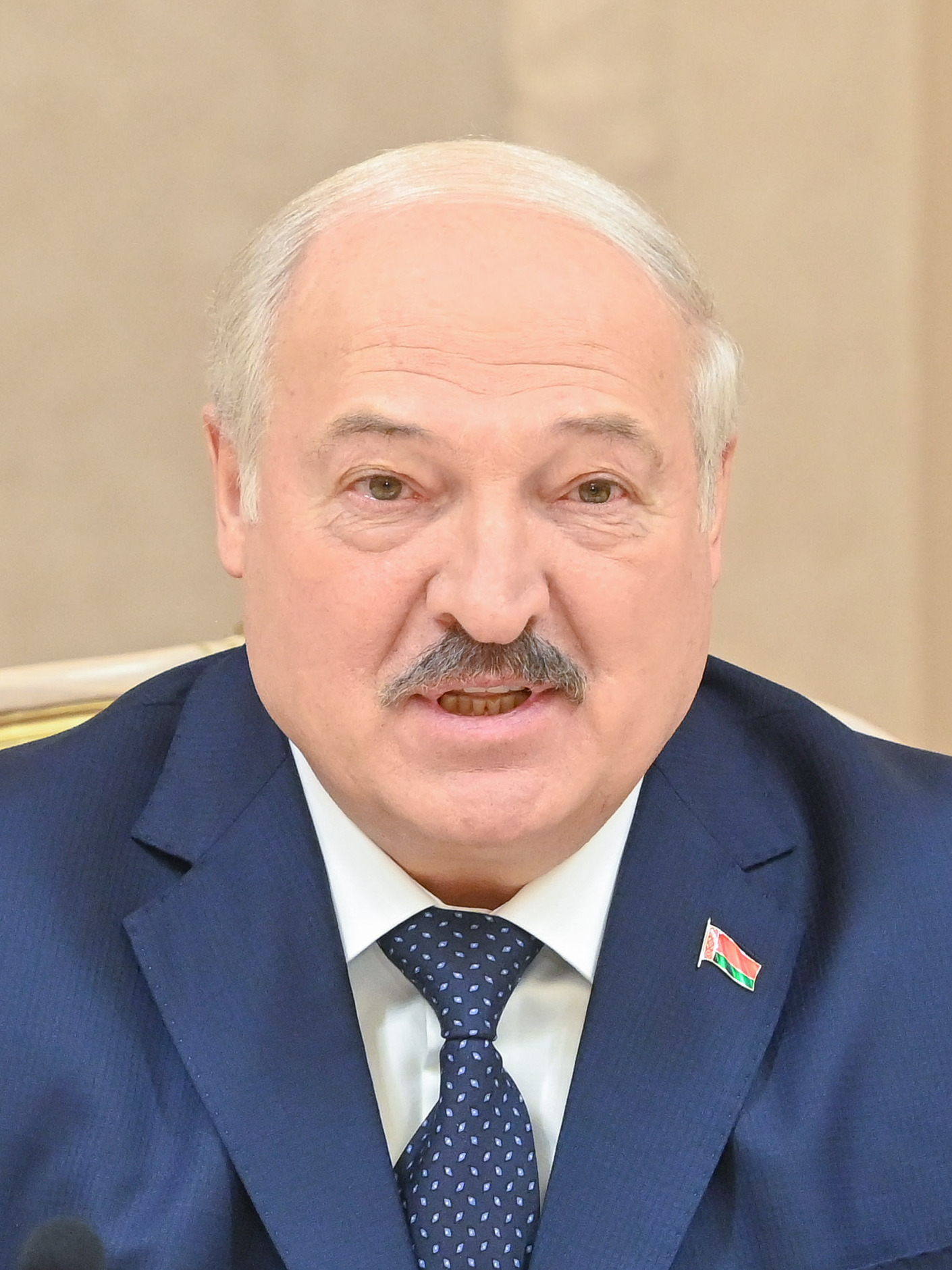
Alexandr Lukašenko (* 30. srpna)

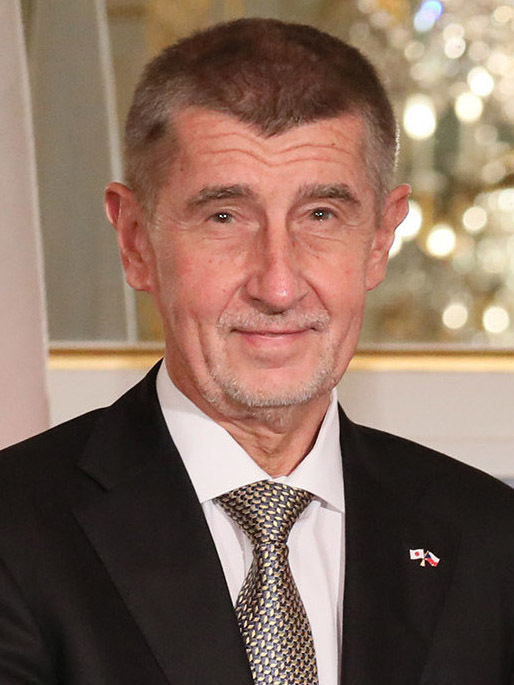
Andrej Babiš (* 2. září)

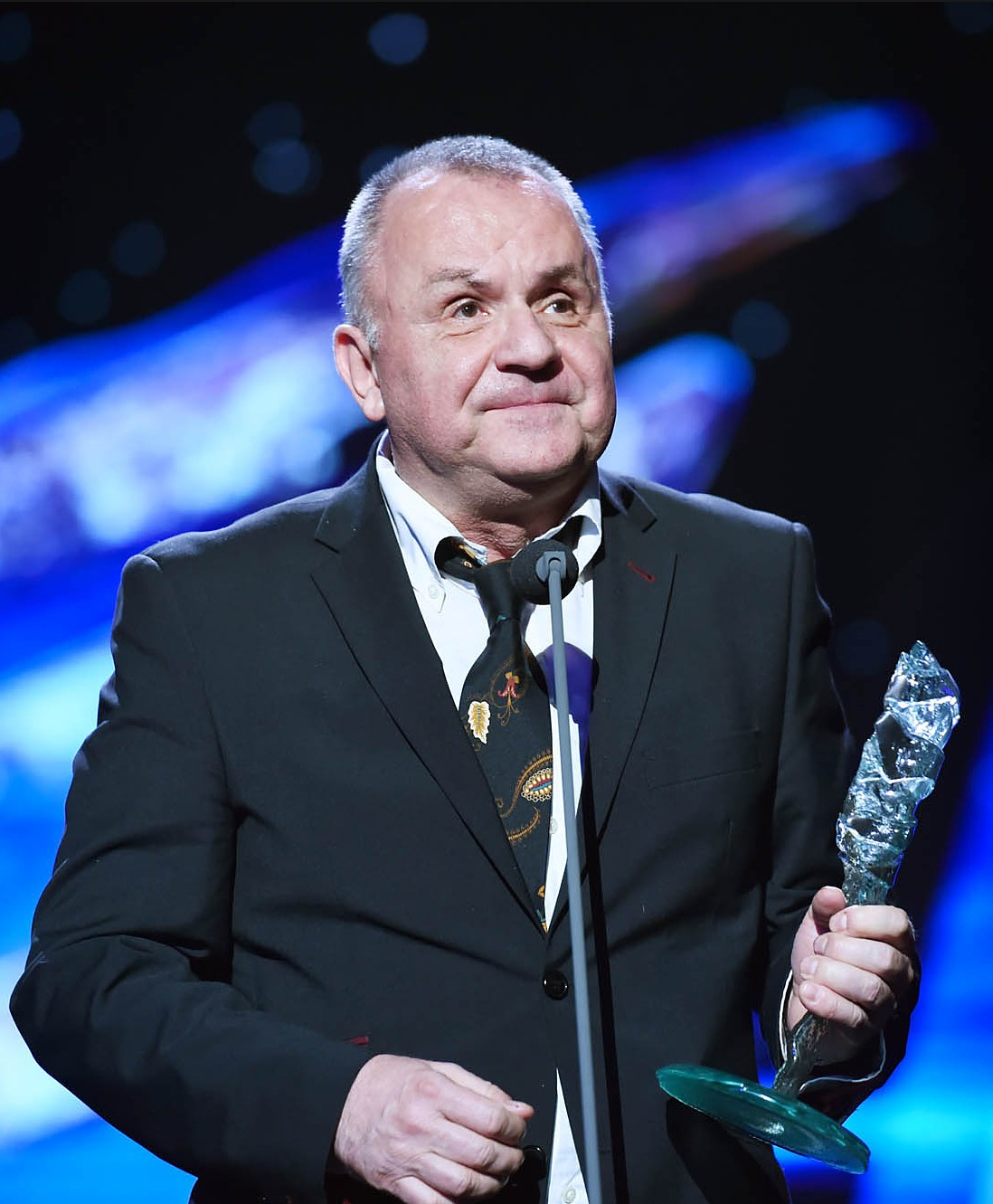
Jožo Ráž (* 24. října)

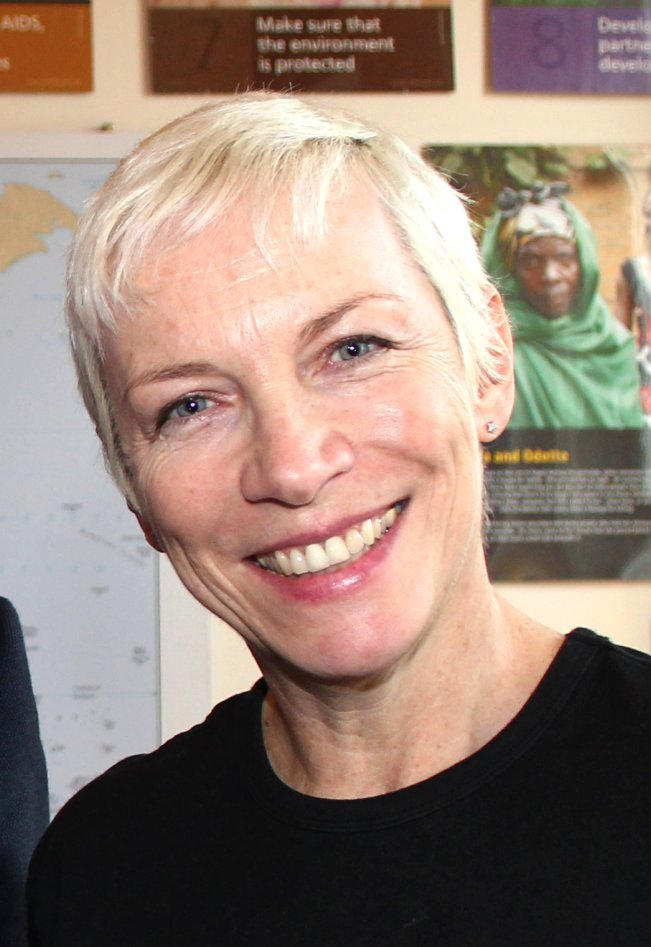
Annie Lennox (* 25. prosince)

- 1. ledna – Richard Edson, americký herec a muzikant
- 2. ledna
  - Antón Lamazares, španělský malíř
  - Fausto Rossi, italský zpěvák a kytarista
- 3. ledna
  - Ross the Boss, americký kytarista
  - György Surányi, guvernér Maďarské národní banky
- 5. ledna – László Krasznahorkai, maďarský spisovatel
- 6. ledna – Anthony Minghella, anglický filmový scenárista a režisér († 18. března 2008)
- 7. ledna – Jozef Migaš, slovenský politik, diplomat a podnikatel
- 10. ledna – Takashi Matsuoka, americký spisovatel japonského původu
- 11. ledna – Kajláš Satjárthí, indický bojovník za práva dětí, nositel Nobelovy ceny
- 12. ledna
  - Howard Stern, americký rozhlasový a televizní hlasatel, spisovatel, herec a fotograf
  - Donald Tyson, kanadský okultista
- 13. ledna
  - Bruno Coulais, francouzský hudební skladatel
  - Trevor Rabin, jihoafrický hudebník, producent a skladatel
- 19. ledna
  - Ulrich Werner Grimm, německý novinář a spisovatel
  - Dušan Hlaváček, slovenský zpěvák a podnikatel
  - Katey Sagal, americká herečka
  - Cindy Shermanová, americká fotografka a filmová režisérka
- 20. ledna
  - Ray Weston, skotský bubeník
  - Yuji Matsuo, japonský ragbista
- 24. ledna – Bruce Knauft, americký etnolog
- 26. ledna – Viktor Žluktov, ruský lední hokejista, pětinásobný mistr světa
- 27. ledna – Karel De Gucht, belgický a evropský politik
- 28. ledna – Rick Warren, americký baptistický pastor a spisovatel
- 29. ledna – Oprah Winfreyová, americká moderátorka, herečka
- 31. ledna – Adrian Vandenberg, nizozemský malíř a kytarista
- 1. února – Bill Mumy, americký herec a hudebník
- 2. února
  - Hansi Hinterseer, rakouský lyžař
  - Júdži Takada, japonský zápasník, olympijský vítěz
- 4. února – Šigeru Čiba, japonský herec
- 7. února – Dieter Bohlen, německý hudebník, hudební skladatel
- 9. února
  - Ulrich Walter, německý vědec a astronaut
  - Kevin Warwick, britský vědec a profesor kybernetiky
- 11. února – Michael Thompson, americký kytarista
- 12. února – Phil Zimmermann, americký programátor
- 14. února
  - Vladimir Geršonovič Drinfeld, ukrajinský matematik
  - Vincent Lukáč, československý hokejový útočník a slovenský trenér
- 15. února
  - Matt Groening, americký karikaturista a tvůrce animovaných seriálů
  - John McAslan , britský architekt
- 16. února – Iain Banks, skotský spisovatel († 9. června 2013)
- 17. února – Jean-Marie Laclavetine, francouzský spisovatel a překladatel
- 18. února – John Travolta, americký herec, tanečník a zpěvák
- 19. února
  - Francis Buchholz, německý basák
  - Michael Gira, americký zpěvák, skladatel, básník, spisovatel
  - Sócrates Brasileiro Sampaio de Souza Vieira de Oliveira, brazilský fotbalista († 4. prosince 2011)
- 20. února – Anthony Head, anglický herec a hudebník
- 21. února – Ivo Van Damme, belgický běžec, dvojnásobný stříbrný olympijský medailista († 29. prosince 1976)
- 23. února – Viktor Juščenko, ukrajinský prezident
- 24. února – Gregory Kunde, americký operní tenorista
- 26. února – Recep Tayyip Erdoğan, turecký prezident
- 27. února – Neal Schon, americký kytarista
- 28. února
  - Jean Bourgain, belgický matematik († 2. prosince 2018)
  - David Grossman, izraelský spisovatel a esejista
- 1. března
  - Ron Howard, americký režisér, producent a herec
  - Juraj Nvota, slovenský režisér a herec
  - Monika Pflugová, německá rychlobruslařka, olympijská vítězka
- 4. března – François Fillon, předseda francouzské vlády
- 6. března
  - Joey DeMaio, americký baskytarista a lídr skupiny Manowar
  - Harald Schumacher, německý fotbalový brankář
- 10. března – Luc Dardenne, belgický scenárista a filmový režisér
- 13. března – Sergej Sidorski, běloruský premiér
- 16. března – Nancy Wilson, americká kytaristka a zpěvačka
- 17. března – Lesley-Anne Downová, britská filmová herečka
- 18. března – James Francis Reilly, americký geolog a kosmonaut
- 24. března
  - Peter Collins, britský plochodrážní jezdec
  - Mikuláš Huba, slovenský geograf a politik
  - Hank Roberts, americký jazzový violoncellista
- 1. dubna
  - Giancarlo Antognoni, italský fotbalista
  - Dieter Müller, německý fotbalista
  - Jeff Porcaro, americký rockový bubeník († 5. srpna 1992)
- 2. dubna – Donald Petrie, americký filmový režisér
- 7. dubna – Jackie Chan, čínský mistr bojového umění, herec, režisér
- 9. dubna – Dennis Quaid, americký herec, scenárista, režisér, producent a hudebník
- 10. dubna – Jouko Törmänen, finský skokan na lyžích, olympijský vítěz († 3. ledna 2015)
- 12. dubna – Jon Krakauer, americký spisovatel a horolezec
- 13. dubna – Roberto Dinamite, brazilský fotbalista
- 14. dubna – Bruce Sterling, americký spisovatel science fiction
- 16. dubna – Sibylle Lewitscharoffová, německá spisovatelka († 13. května 2023)
- 17. dubna
  - Ján Kozák, československý fotbalista slovenského původu
  - DeWayne McKnight, americký kytarista
  - Riccardo Patrese, italský pilot Formule 1
  - Frankie LaRocka, americký bubeník a hudební producent († 12. května 2005)
- 19. dubna – Trevor Francis, anglický fotbalista († 24. července 2023)
- 20. dubna – David Paterson, guvernér státu New York, slepec
- 23. dubna – Michael Moore, americký režisér, scenárista, producent a spisovatel
- 24. dubna – Captain Sensible, anglický zpěvák a kytarista
- 29. dubna
  - Jake Burton Carpenter, americký snowboardista, spoluvynálezce snowboardu († 20. listopadu 2019)
  - Masaaki Suzuki, japonský dirigent a hráč na klávesové nástroje
- 30. dubna – Jane Campion, novozélandská scenáristka, herečka a režisérka
- 2. května – Dawn Primarolo, britská politička
- 5. května – Peter Hogan, britský komiksový scenárista
- 8. května
  - Eric Gerets, belgický fotbalista
  - John Michael Talbot, americký mnich, zpěvák, skladatel a kytarista
- 10. května – James Sethian, americký matematik
- 12. května – Friðrik Þór Friðriksson, islandský filmový režisér
- 13. května – Johnny Logan, irský zpěvák a skladatel
- 17. května – Hollywood Fats, americký bluesový kytarista († 8. prosince 1986)
- 19. května
  - Phil Rudd, bubeník australské hard rockové kapely AC/DC
  - Zdena Studenková, slovenská herečka
- 20. května
  - Luis Royo, španělský malíř
  - Robert Van de Walle, belgický judista, olympijský vítěz
- 21. května – Marc Ribot, americký kytarista, trumpetista a skladatel
- 22. května – Shuji Nakamura, japonsko-americký fyzik, nositel Nobelovy ceny
- 23. května – Anja Snellmanová, finská spisovatelka
- 26. května – Alan Hollinghurst, anglický spisovatel, básník a překladatel
- 4. června – Raphael Ravenscroft, britský saxofonista († 19. října 2014)
- 5. června
  - Peter Božík, (česko)slovenský horolezec († 17. října 1988)
  - Peter Erskine, americký jazzový bubeník
  - Ludwik Dorn, místopředseda polské vlády a ministr vnitra († 7. dubna 2022)
  - Vytautas Miškinis, litevský hudební skladatel
- 7. června
  - Louise Erdrichová, americká spisovatelka
  - Jan Theuninck, belgický (vlámský) malíř a básník
- 9. června – Paul Chapman, velšský kytarista († 9. června 2020)
- 13. června
  - Andrzej Lepper, polský politik a odborář, zakladatel strany Sebeobrana Polské republiky († 5. srpna 2011)
  - Vilis Krištopans, lotyšský premiér
  - Antonina Krzysztoń, polská písničkářka, hudební skladatelka a textařka
- 14. června
  - Chuang Ťien-sin, čínský filmový režisér
  - Gianna Nannini, italská zpěvačka
- 15. června
  - Jim Belushi, americký herec a zpěvák
  - Paul Rusesabagina, zachránce lidských životů během Rwandské genocidy
- 16. června – Doane Perry, americký hudebník
- 20. června – Ilan Ramon, bojový pilot Izraelského vojenského letectva, kosmonaut († 1. února 2003)
- 22. června
  - Wolfgang Becker, německý filmový režisér († 12. prosince 2024)
  - Al Di Meola, italsko-americký jazzový kytarista a skladatel
- 24. června – Mark Edmondson, australský profesionální tenista
- 25. června
  - David Paich, americký hitmaker, klávesista
  - Daryush Shokof, íránský filmový režisér, scenárista, herec, producent a malíř
  - Błażej Śliwiński, polský historik
- 26. června
  - Catherine Samba-Panza, prezidentka Středoafrické republiky
  - Lajos Bokros, ministr financí Maďarska
- 28. června
  - Alice Krigeová, jihoafrická herečka žijící ve Spojeném království
  - Benoît Sokal, belgický výtvarník
- 30. června – Serž Sarkisjan, arménský prezident
- 3. července – Claudia Märtlová, německá historička
- 8. července
  - David Aaronovitch, britský novinář, hlasatel a spisovatel
  - Ricky Skaggs, legendární americký bluegrassový zpěvák
- 15. července – Mario Kempes, argentinský fotbalista
- 17. července
  - Angela Merkelová, kancléřka Spolkové republiky Německo
  - Edward Natapei, prezident Vanuatu († 28. července 2015)
  - J. Michael Straczynski, americký spisovatel
- 18. července
  - Tobias Picker, americký hudební skladatel
  - Ricky Skaggs, americký bluegrassový zpěvák
- 19. července – Srđa Trifković, americký historik, spisovatel a novinář
- 26. července
  - Lawrence Watt-Evans, americký spisovatel
  - Vitas Gerulaitis, americký tenista († 18. září 1994)
- 27. července – Peter Mueller, americký rychlobruslař, olympijský vítěz
- 28. července
  - Bruce Abbott, americký herec
  - Steve Morse, americký kytarista
  - Lenka Pichlíková, americká herečka českého původu
  - Hugo Chávez, venezuelský prezident († 5. března 2013)
- 8. srpna
  - Thomas DiLorenzo, americký ekonom a historik
  - Dragiša Pešić, jugoslávský premiér († 8. září 2016)
- 9. srpna – Pete Thomas, britský bubeník
- 11. srpna – Bryan Bassett, americký kytarista
- 12. srpna
  - François Hollande, francouzský prezident
  - Pat Metheny, americký jazzový kytarista a skladatel
- 15. srpna – Stieg Larsson, švédský novinář, spisovatel († 9. listopadu 2004)
- 16. srpna
  - James Cameron, filmový režisér, producent, scenárista
  - Ole Kjær, dánský fotbalový brankář
- 17. srpna
  - Ingrid Daubechies, belgická fyzička a matematička
  - Eric Johnson, kytarista z Austinu v Texasu
- 18. srpna – Umberto Guidoni, italský levicový politik, astronaut a fyzik
- 20. srpna – Pavol Hamžík, slovenský diplomat a politik
- 25. srpna – Elvis Costello, britský zpěvák-skladatel
- 27. srpna – Bryn Fôn, velšský zpěvák a herec
- 28. srpna
  - Jozef Barmoš, slovenský fotbalista, československý reprezentant
  - Alexandr Skvorcov, ruský lední hokejista a trenér († 4. února 2020)
- 29. srpna – Jurij Bujda, ruský spisovatel
- 30. srpna – Alexandr Lukašenko, běloruský prezident
- 31. srpna – Robert Kočarjan, arménský prezident
- 1. září – Filip Vujanović, černohorský prezident
- 2. září – Andrej Babiš, český premiér
- 3. září – Jaak Uudmäe, estonský olympijský vítěz v trojskoku
- 7. září – Michael Emerson, americký divadelní a filmový herec
- 8. září – Michael Shermer, americký historik vědy
- 9. září – Jeffrey Combs, americký herec
- 11. září – Reed Birney, americký herec
- 13. září – František Hossa, slovenský hokejový obránce a trenér
- 15. září
  - Nava Semel, izraelská spisovatelka, dramatička a překladatelka († 2. prosince 2017)
  - Hrant Dink, turecký novinář a redaktor arménského původu († 19. ledna 2007)
- 16. září – Colin Newman, anglický zpěvák a kytarista
- 18. září – Steven Pinker, kanadsko-americký experimentální psycholog
- 19. září – Howard Weinstein, americký spisovatel
- 21. září
  - Šinzó Abe, japonský politik, předseda vlády († 8. července 2022)
  - Phil Taylor, britský bubeník
- 24. září – Marco Tardelli, italský fotbalista
- 26. září – Alice, italská zpěvačka, textařka a pianistka
- 27. září
  - David Oyedepo, nigerijský pastor
  - Larry Wall, softwarový vývojář a lingvista
- 1. října – James Gleick, americký spisovatel, novinář a životopisec
- 3. října – Stevie Ray Vaughan, americký bluesový kytarista († 27. srpna 1990)
- 6. října – David Hidalgo, americký zpěvák a písničkář
- 9. října
  - Scott Bakula, americký herec
  - Dennis Stratton, anglický kytarista
  - David Lichtenstein, americký zpěvák, kytarista, bubeník
- 10. října
  - Ariane Ascarideová, francouzská divadelní a filmová herečka
  - Vašo Patejdl, slovenský zpěvák, hudebník a textař († 19. srpna 2023)
  - David Lee Roth, americký rockový zpěvák, skladatel a herec
- 11. října – Vojislav Šešelj, srbský nacionalistický politik
- 16. října – Corinna Harfouch, německá herečka
- 18. října – Arliss Howard, americký herec, scenárista a filmový režisér
- 19. října – Ken Stott, skotský herec
- 23. října – Ang Lee, tchajwansko-americký scenárista a režisér
- 24. října
  - Jožo Ráž, frontman slovenské skupiny Elán
  - Cindy Breakspeare, jamajská modelka jazzová hudebnice a modelka
  - Zuzana Karasová, slovenská spisovatelka a historička umění
  - Malcolm Turnbull, australský premiér
- 26. října
  - Victor Ciorbea, rumunský premiér
  - James Pickens, americký herec
- 27. října – Mike Kelley, americký výtvarník († 31. ledna 2012)
- 29. října
  - Lee Child, britský spisovatel akčních thrillerů
  - Siegrun Sieglová, německá atletka, olympijská vítězka v pětiboji
- 3. listopadu
  - Adam Ant, britský zpěvák a kytarista
  - Berco Balogh, slovenský zpěvák a hudebník
- 4. listopadu – Chris Difford, britský zpěvák a kytarista
- 5. listopadu – Jeffrey Sachs, americký ekonom
- 8. listopadu
  - Kazuo Ishiguro, britský spisovatel japonského původu
  - Rickie Lee Jones, americká rocková zpěvačka
  - Mike Visceglia, americký baskytarista
- 10. listopadu – Hartwig Gauder, německý atlet, chodec († 22. dubna 2020)
- 13. listopadu – Chris Noth, americký herec
- 14. listopadu
  - Bernard Hinault, francouzský profesionální cyklista
  - Condoleezza Riceová, ministryně zahraničních věcí USA
  - Yanni, řecký pianista, klávesista a skladatel
- 15. listopadu
  - Aleksander Kwaśniewski, polský prezident
  - Uli Stielike, německý fotbalista
- 19. listopadu
  - Michel Comte, švýcarský fotograf
  - Abd al-Fattáh as-Sísí, egyptský prezident
- 20. listopadu
  - Aneka, skotská folková zpěvačka
  - Frank Marino, kanadský kytarista
- 24. listopadu – Emir Kusturica, srbský filmový režisér a hudebník
- 25. listopadu – Theodoros II., pravoslavný patriarcha alexandrijský
- 26. listopadu – Leonard Mlodinow, americký fyzik a spisovatel populárně-naučné literatury
- 27. listopadu – Patricia McPherson, americká herečka
- 28. listopadu – Marko Ivan Rupnik, slovinský umělec, teolog a jezuita
- 29. listopadu – Joel David Coen, americký režisér, scenárista, kameraman a producent
- 4. prosince – Franc Križanič, slovinský ekonom a politik
- 5. prosince – Hanif Kureishi, dramatik, scenárista a spisovatel pákistánsko-britského původu
- 8. prosince
  - Louis de Bernières, britský prozaik
  - Richard Kearney, irský filosof, spisovatel a vysokoškolský pedagog
- 9. prosince – Jean-Claude Juncker, lucemburský politik, předseda Evropské komise
- 14. prosince
  - Steven MacLean, kanadský fyzik a astronaut
  - Pál Závada, maďarský spisovatel a sociolog
  - Mircea Paraschiv, rumunský ragbista
- 15. prosince – Alex Cox, britský režisér a scenárista
- 17. prosince – Jeanne Kalogridis, americká spisovatelka
- 18. prosince
  - Ray Liotta, americký herec († 26. května 2022)
  - Uli Jon Roth, německý kytarista
- 20. prosince – Sandra Cisneros, americká spisovatelka
- 21. prosince
  - Chris Evertová, americká profesionální tenistka
  - Hermann Tilke, německý architekt a automobilový závodník
  - Kai Arne Engelstad, norský rychlobruslař
- 24. prosince – Gregory S. Paul, americký paleontolog, ilustrátor a spisovatel
- 25. prosince
  - Joaquín Guzmán, šéf mexického drogového kartelu Sinaloa
  - Annie Lennox, britská zpěvačka, politická aktivistka
- 26. prosince – Roy Jacobsen, norský spisovatel
- 28. prosince – Denzel Washington, americký herec a režisér
- 31. prosince – Pete Souza, americký fotoreportér
- neznámé datum
  - Bábar, mongolský politik, politolog a spisovatel
  - Vladislav Bajac, srbský spisovatel a překladatel
  - Roscoe Beck, americký baskytarista, kontrabasista a producent
  - Mark Jarzombek, americký historik architektury, autor a kritik
  - Karen Leigh Kingová, americká teoložka
  - Caroline Lawrencová, americká spisovatelka
  - Jeremy Leggett, britský geolog, spisovatel
  - Brian Rose, americký fotograf architektury

## Úmrtí

### Česko
- 8. ledna – Edmund Kirsch, podnikatel (* 16. listopadu 1866)
- 10. ledna – Antonín Heythum, scénograf, grafik a architekt (* 23. května 1901)
- 18. ledna – Josef Podpěra, botanik (* 7. listopadu 1878)
- 24. ledna – Josef Chaloupka, básník a novinář (* 4. června 1898)
- 25. ledna
  - Jiří Myron, herec a režisér (* 7. července 1884)
  - František Stránský, konstruktér (* 20. září 1914)
- 3. února – František Navrátil, československý politik (* 4. ledna 1878)
- 4. února
  - Emanuel Kodet, sochař, malíř a grafik (* 23. března 1880)
  - Richard Fischer, československý politik (* 27. března 1872)
  - Václav Vačkář, hudební skladatel (* 12. srpna 1881)
- 11. ledna – Vladimír Hanačík, československý ekonom a politik (* 23. listopadu 1861)
- 25. ledna – Vojtěch Mastný, československý protikomunistický diplomat (* 18. března 1874)
- 16. února – Vojtěch Blatný, sbormistr a varhaník (* 24. dubna 1864)
- 24. února – Josef Jindřich Šechtl, fotograf (* 9. května 1877)
- 28. února – Rudolf Beran, česko-slovenský ministerský předseda (* 28. prosince 1887)
- 14. března
  - Štefan Bíro, československý fotbalista (* 12. dubna 1913)
  - Bohuslav Ečer, soudce Mezinárodního soudního dvora (* 31. července 1893)
- 16. března – Franz Jesser, československý politik německé národnosti (* 1. července 1869)
- 17. března
  - Bóža Dvořák, architekt (* 6. května 1864)
  - Ignác Händl, varhaník a hudební skladatel (* 2. srpna 1889)
- 19. března – Osvald Závodský, velitel komunistické Státní bezpečnosti (* 27. října 1910)
- 26. března – Ľudovít Medvecký, československý politik slovenské národnosti (* 28. července 1878)
- 28. března – Friedrich Stolberg, československý politik německé národnosti (* 14. prosince 1877)
- 29. března – Fridolín Macháček, plzeňský muzeolog, archivář a historik (* 20. března 1884)
- 31. března – Mario Korbel, sochař (* 22. března 1882)
- 2. dubna – Ján Duchaj, československý politik (* 12. března 1869)
- 6. dubna – Josef Pastyřík, československý politik (* 3. března 1869)
- 16. dubna – Milan Balcar, hudební skladatel (* 13. prosince 1886)
- 27. dubna – Libuše Baudyšová, spisovatelka (* 9. února 1877)
- 3. května – Václav Donát, československý politik (* 7. května 1869)
- 23. května – Tecellin Jaksch, 43. opat vyšebrodského kláštera (* 23. března 1885)
- 27. května – Mojmír Mazálek, archeolog (* 4. listopadu 1907)
- 6. června – Oldra Sedlmayerová, básnířka, blízká přítelkyně T. G. Masaryka (* 4. července 1886)
- 7. června – Rudolf Jílovský, kabaretiér, zpěvák, šansoniér, herec a redaktor (* 1. července 1890)
- 20. června – Josef Fanta, architekt, malíř (* 7. prosince 1856)
- 7. července – František Zajíček, odbojář, oběť komunismu (* 1896)
- 16. července – Anna Iblová, herečka (* 25. března 1893)
- 19. července – Petr Solfronk, československý politik (* 3. února 1876)
- 22. července – Alois Holub, sochař (* 24. dubna 1893)
- 28. července – Rudolf Beran, agrárnický politik a ministerský předseda (* 28. prosince 1887)
- 5. srpna – František Jemelka, kněz, prelát a apoštolský protonotář (* 25. července 1880)
- 14. srpna – Karel Pergler, československý právník, politik a diplomat (* 6. března 1882)
- 17. srpna – Mikuláš z Bubna-Litic, šlechtic a politik, ministr zemědělství Protektorátu Čechy a Morava (* 14. června 1897)
- 1. září – Zdeněk Bažant, profesor stavební mechaniky, rektor ČVUT (* 25. listopadu 1879)
- 5. září – Theodor Bartošek, československý politik (* 4. listopadu 1877)
- 13. září – Karel Kalista, herec a divadelní režisér (* 24. ledna 1890)
- 23. září – Josef Hronek, římskokatolický teolog, církevní a literární historik (* 13. srpna 1890)
- 10. října – Ludvík Jadrníček, malíř (* 1. srpna 1863)
- 14. října – Bohumil Váňa, československý politik, oběť komunismu (* 2. prosince 1896)
- 15. října – Josef Janeba, mistr houslař (* 24. listopadu 1881)
- 20. října – Ladislav Kofránek, sochař (* 24. června 1880)
- 23. října – Alexandr Vladimír Hrska, malíř, grafik a scénograf (* 9. května 1890)
- 26. října – Václav Rabas, malíř (* 13. listopadu 1885)
- 31. října – Josef František Munclingr, operní pěvec (* 13. září 1888)
- 3. listopadu – Josef Kodíček, režisér, dramaturg, divadelní kritik a překladatel (* 24. ledna 1892)
- 23. listopadu – Pavel Dědeček, dirigent, sbormistr a skladatel (* 27. prosince 1885)
- 24. listopadu – Miroslav Rutte, dramatik, prozaik, básník, filmový estetik, autor filmových scénářů (* 10. července 1889)
- 26. listopadu – Antonín Zmrhal, čs. ministr vnitřního obchodu (* 22. července 1882)
- 13. prosince – Václav Holek, konstruktér zbraní (* 24. září 1886)
- 15. prosince – Frank Tetauer, dramatik a spisovatel (* 31. března 1903)
- 29. prosince – Alois Čenský, architekt (* 22. června 1868)
- 30. prosince – Evžen Rakousko-Těšínský, rakouský arcivévoda (* 21. května 1863)
- neznámé datum
  - Julius Komrs, československý politik (* 1879)
  - Ernst Frischer, československý politik a předseda Židovské strany (* 1887)

### Svět

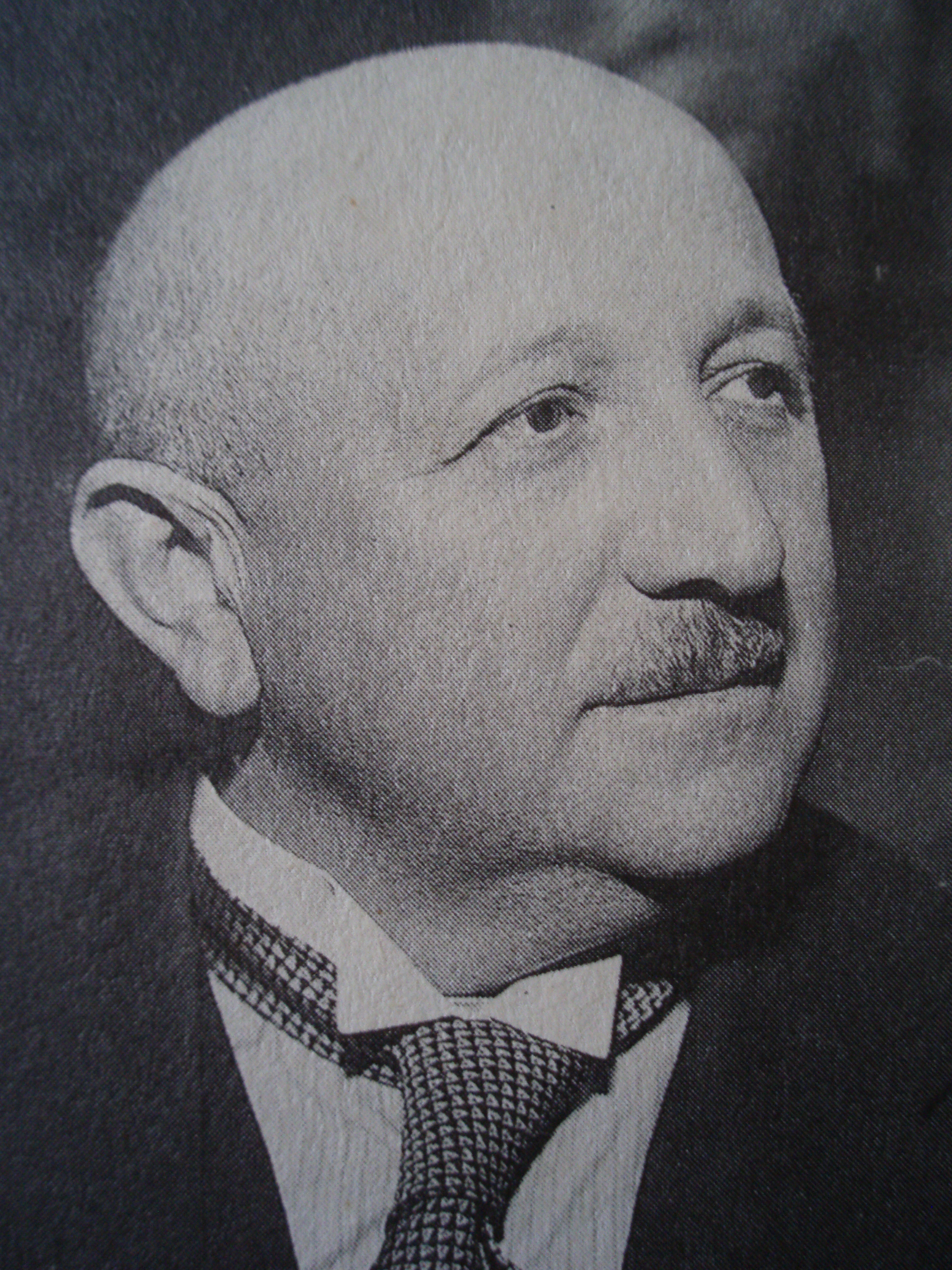
Rudolf Beran († 28. února)

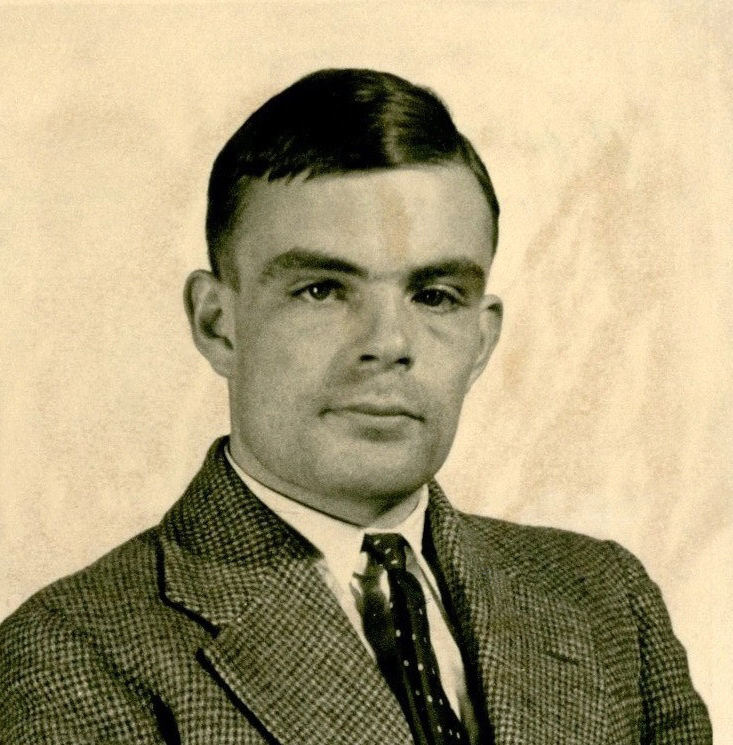
Alan Turing († 7. června)

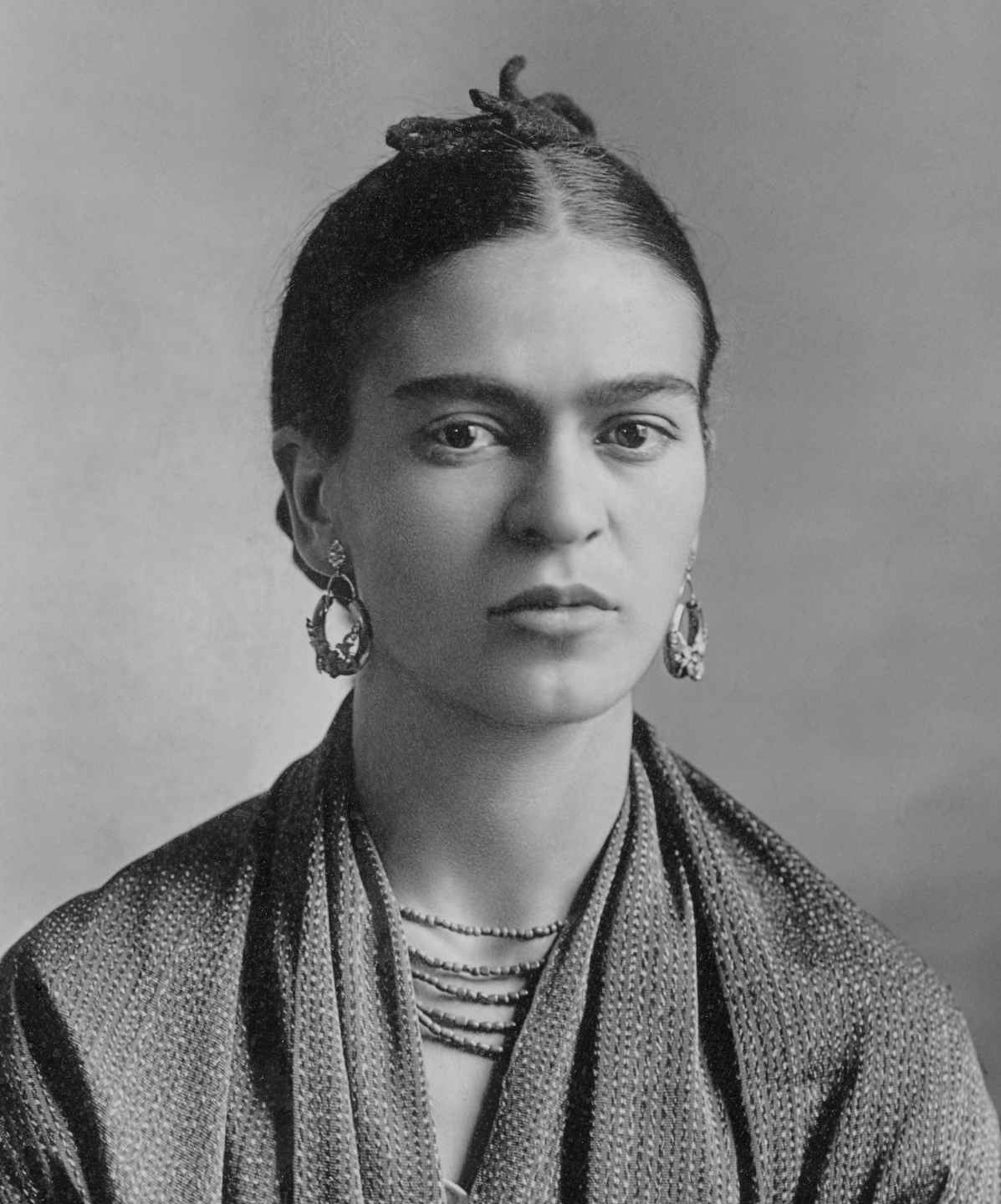
Frida Kahlo († 13. července)

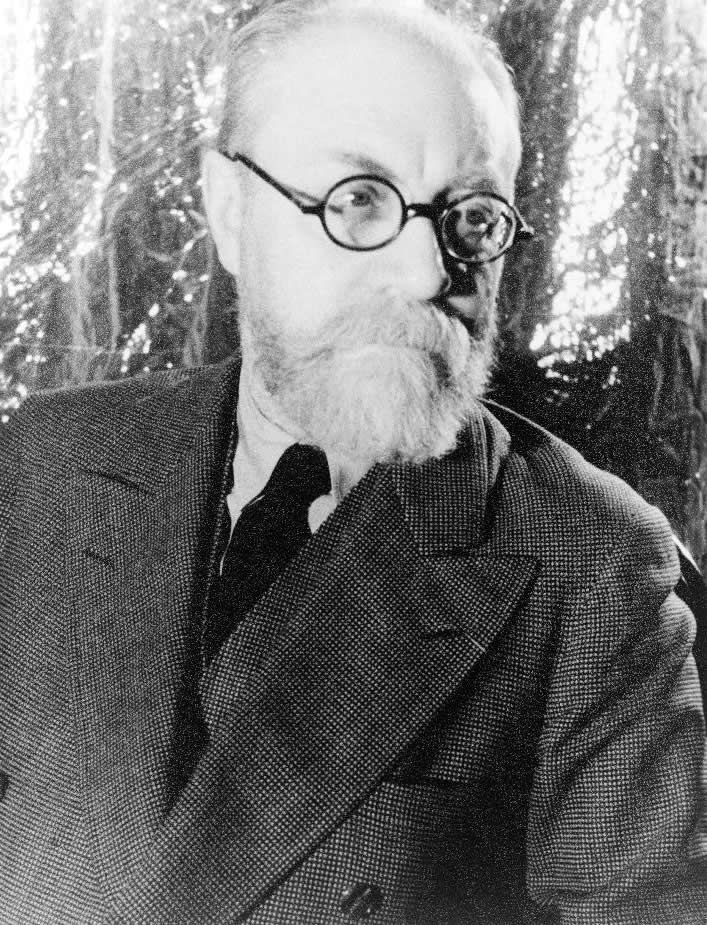
Henri Matisse († 3. listopadu)

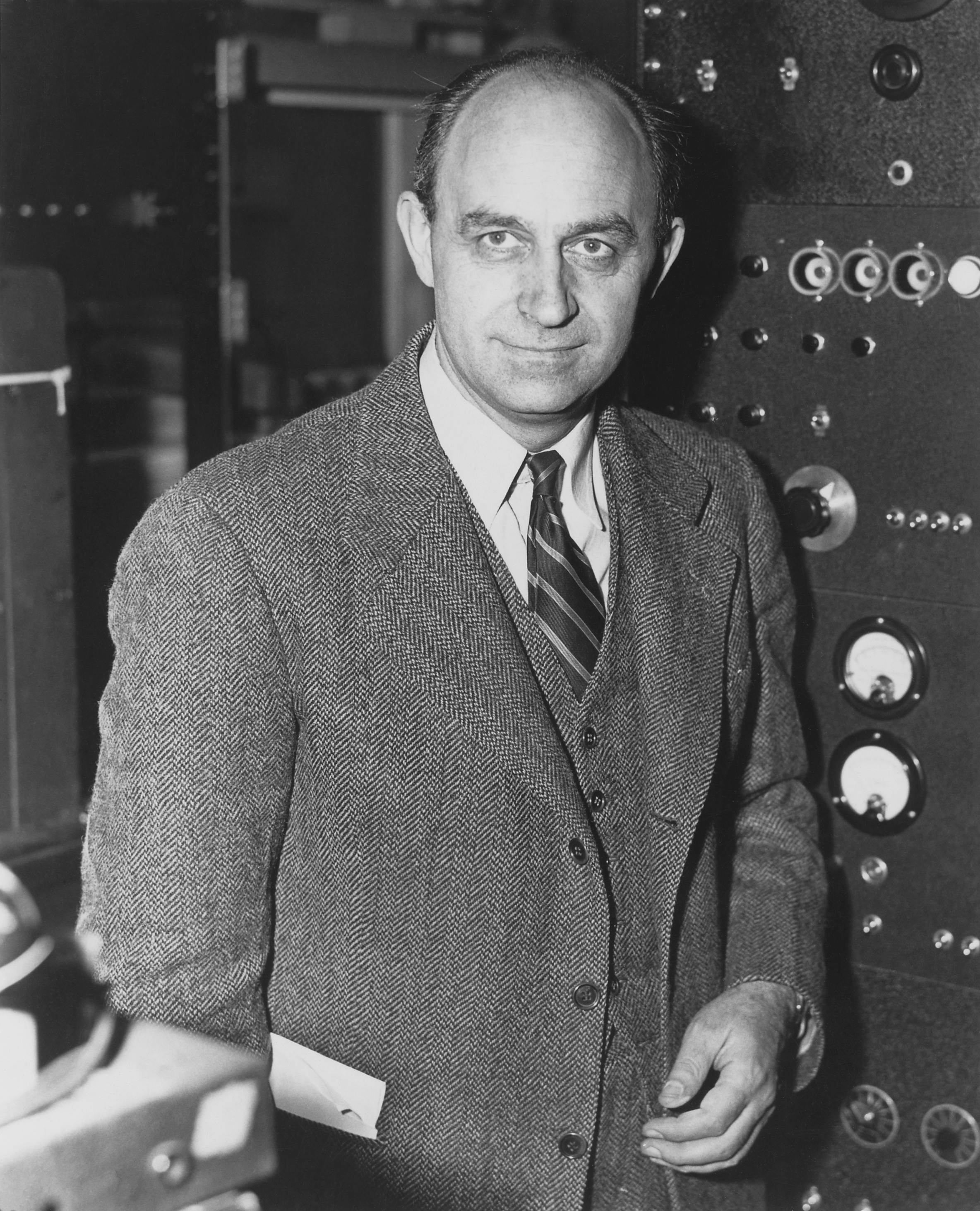
Enrico Fermi († 28. listopadu)

- 1. ledna – José Millán Astray, zakladatel Španělské cizinecké legie (* 5. července 1879)
- 3. ledna – Christian Lautenschlager, německý automobilový závodník (* 13. dubna 1877)
- 10. ledna – Wilhelm Schmidt, německý teolog, lingvista, antropolog a etnolog (* 16. února 1868)
- 11. ledna – Oscar Straus, rakouský hudební skladatel (* 6. dubna 1870)
- 16. ledna – Michail Michajlovič Prišvin, ruský přírodovědec, etnograf, zeměpisec a spisovatel (* 23. ledna 1873)
- 27. ledna – Růžena Rosická, česko-americká redaktorka, překladatelka a historička (* 22. července 1875)
- 28. ledna – Ernest Esclangon, francouzský astronom, matematik a fyzik (* 17. března 1876)
- 12. února – Dziga Vertov, ruský režisér dokumentárních filmů (* 2. ledna 1896)
- 25. února – Auguste Perret, francouzský architekt (* 12. února 1874)
- 5. března – Ernst z Hohenbergu, druhorozený syn Františka Ferdinanda d’Este (* 27. května 1904)
- 6. března – Karel Eduard Sasko-Kobursko-Gothajský, poslední sasko-kobursko-gothajský vévoda (* 19. července 1884)
- 7. března – Otto Diels, německý chemik, nositel Nobelovy ceny (* 23. ledna 1876)
- 13. března – Cesar Klein, německý expresionistický malíř (* 14. září 1876)
- 3. dubna – Aristides Sousa Mendes, portugalský šlechtic a diplomat (* 19. července 1885)
- 10. dubna
  - Ludwig Curtius, německý archeolog (* 13. prosince 1874)
  - Auguste Lumiere, jeden z prvních filmových tvůrců (* 19. října 1862)
- 13. dubna – Samuel Jones, americký olympijský vítěz ve skoku do výšky (* 16. ledna 1880)
- 21. dubna – Emil Leon Post, polsko-americký matematik (* 11. února 1897)
- 27. dubna – Torsten Ralf, švédský operní tenor (* 2. ledna 1901)
- 28. dubna – Léon Jouhaux, francouzský odborář, nositel Nobelovy ceny (* 1. července 1879)
- 1. května – Ľudovít Jakubóczy, slovenský herec (* 16. května 1898)
- 5. května – Henri Laurens, francouzský sochař, grafik a ilustrátor (* 18. února 1885)
- 7. května – Ernest Weekley, britský filolog (* 1865)
- 14. května – Heinz Guderian, nacistický německý vojenský teoretik a generál (* 17. června 1888)
- 15. května – Patrick McDonald, americký olympijský vítěz ve vrhu koulí (* 29. července 1878)
- 16. května
  - Clemens Krauss, rakouský dirigent (* 31. března 1893)
  - Werner Bischof, švýcarský reportážní fotograf (* 26. dubna 1916)
- 19. května – Charles Ives, americký hudební skladatel (* 20. října 1874)
- 25. května – Robert Capa, maďarský válečný fotograf (* 22. října 1913)
- 28. května – Algot Niska, finský sportovec, obchodník, dobrodruh a pašerák (* 5. prosince 1888)
- 1. června – Martin Andersen Nexø, dánský spisovatel (* 26. června 1869)
- 7. června – Alan Turing, britský matematik, zakladatel moderní informatiky (* 23. června 1912)
- 13. června – Esther Kreitman, autorka románů a povídek v jazyce jidiš (* 31. března 1891)
- 19. června – Anna Dembińska, polská historička (* 24. července 1895)
- 21. června – Gideon Sundback, švédsko-americký vynálezce (* 24. dubna 1880)
- 22. června – Karl Taylor Compton, americký fyzik (* 14. září 1887)
- 27. června – Maximilian von Weichs, polní maršál německého Wehrmachtu (* 12. listopadu 1881)
- 30. června – Andrass Samuelsen, faerský politik, první premiér (* 1. července 1873)
- 1. července – Thea von Harbou, německá scenáristka a spisovatelka (* 27. prosince 1888)
- 7. července – Ernő Csiki, maďarský entomolog (* 22. října 1875)
- 10. července – Calogero Vizzini, sicilský mafián (* 24. července 1877)
- 13. července
  - Jacques E. Brandenberger, švýcarský chemik, vynálezce celofánu (* 19. října 1872)
  - Frida Kahlo, mexická malířka (* 6. července 1907)
- 14. července – Jacinto Benavente, španělský dramatik a básník (* 12. července 1866)
- 31. července – Antonie Lucemburská, poslední bavorská korunní princezna (* 7. října 1899)
- 3. srpna – Colette, francouzská spisovatelka (* 28. ledna 1873)
- 14. srpna – Hugo Eckener, německý organizátor vzducholodní dopravy (* 10. srpna 1868)
- 18. srpna – Alcide De Gasperi, italský premiér (* 3. dubna 1881)
- 24. srpna – Getúlio Vargas, brazilský prezident (* 19. dubna 1882)
- 28. srpna – Ernst Stern, rumunsko-německý scénograf (* 1. dubna 1876)
- 31. srpna – Carl Isidor Cori, rakouský zoolog a rektor pražské Německé univerzity (* 24. února 1865)
- 8. září – André Derain, francouzský malíř a sochař (* 10. června 1880)
- 15. září – Arthur Wieferich, německý matematik (* 27. dubna 1884)
- 19. září – Tibor Harsányi, maďarsko-francouzský hudební skladatel (* 27. června 1898)
- 27. září – Alekhsandre Abašeli, gruzínský spisovatel (* 27. srpna 1884)
- 7. října – Benjamin Seebohm Rowntree, britský sociální výzkumník (* 7. července 1871)
- 13. října – Nicolae Petrescu, rumunský filosof, sociolog a sociální antropolog (* 25. června 1886)
- 20. října – Friedrich Hartjenstein, velitel koncentračního tábora Auschwitz II (Birkenau) (* 3. srpna 1905)
- 27. října – Franco Alfano, italský hudební skladatel (* 8. března 1875)
- 3. listopadu – Henri Matisse, francouzský malíř (* 31. prosince 1869)
- 10. listopadu – Édouard Le Roy, francouzský filozof, představitel katolického modernismu (* 18. června 1870)
- 13. listopadu – Ewald von Kleist, polní maršál nacistického Německa (* 8. srpna 1881)
- 15. listopadu
  - Stig Dagerman, švédský spisovatel a žurnalista (* 5. října 1923)
  - Lionel Barrymore, americký herec a režisér (* 28. dubna 1878)
- 22. listopadu – Andrej Vyšinskij, sovětský právník, politik a diplomat (* 10. prosince 1883)
- 28. listopadu – Enrico Fermi, italský jaderný fyzik (* 29. září 1901)
- 30. listopadu – Wilhelm Furtwängler, německý dirigent a hudební skladatel (* 25. ledna 1886)
- 14. prosince – Dmitrij Nikolajevič Medvěděv, ruský partyzánský velitel a spisovatel (* 22. srpna 1898)
- 15. prosince – Liberty Hyde Bailey, americký botanik (* 15. března 1858)
- 17. prosince – Zofia Nałkowska, polská spisovatelka (* 10. listopadu 1884)
- 18. prosince – Vilhelm Buhl, dánský premiér (* 16. října 1881)
- 19. prosince – Frans Gunnar Bengtsson, švédský spisovatel (* 4. října 1894)
- 20. prosince – James Hilton, anglický romanopisec (* 9. září 1900)
- 21. prosince – Ivan Iljin, ruský filozof, náboženský myslitel a publicista (* 9. dubna 1883)
- 23. prosince – Valér Ferenczy, maďarský malíř (* 22. listopadu 1885)
- 25. prosince – Johnny Ace, americký rhythm and bluesový zpěvák (* 9. června 1929)
- 28. prosince – Cecílie Meklenbursko-Zvěřínská, německá a pruská korunní princezna (* 20. září 1886)
- 30. prosince – Karl Troll, rakouský architekt (* 1. listopadu 1865)

## Hlavy států
- Československo – Antonín Zápotocký (1953–1957) (premiér Viliam Široký 1953–1963)
- Čína – Mao Ce-tung (1949–1976)
- Dánsko – Frederik IX. (1947–1972)
- Egypt – Farúk I. (1936–1952)
- Francie – Vincent Auriol (1947–1954) / René Coty (1954–1959)
- Maďarsko – István Dobi (1952–1967)
- Nizozemsko – Juliána Nizozemská (1948–1980)
- Itálie – Luigi Einaudi (1948–1955)
- Japonsko – Hirohito (1926–1989)
- Německá demokratická republika – Wilhelm Pieck (1949–1960)
- Rakousko – Theodor Körner (1951–1957) (kancléř Julius Raab 1953–1961)
- Řecko – Pavel I. (1947–1964)
- Sovětský svaz – Nikita Sergejevič Chruščov (1953–1964)
- Spojené království – Alžběta II. (1952–2022) (premiér Winston Churchill 1951–1955)
- Spolková republika Německo – Theodor Heuss (1949–1959) (kancléř Konrad Adenauer 1949–1963)
- Španělsko – Francisco Franco (1939–1975)
- Švédsko – Gustav VI. Adolf (1950–1973)
- USA – Dwight D. Eisenhower (1953–1961)
- Turecko – Celâl Bayar (1950–1960)
- Vatikán – Pius XII. (1939–1958)

### Digitální archivy k roku 1954
- Československý filmový týdeník v archivu České televize – rok 1954
- Dokumentární cyklus České televize Retro – rok 1954
- Pořad stanice Český rozhlas 6 Rok po roce – rok 1954
- Rudé právo – rok 1954